# Abraham Lincoln
Abraham Lincoln (Hodgenville mellett, Kentucky, 1809. február 12. – Washington, 1865. április 15.) 1861-től 1865-ig az Amerikai Egyesült Államok 16. elnöke, az első republikánus elnök.
1860-as megválasztása előtt ügyvédként, Illinois állami tisztviselőként, kongresszusi képviselőként dolgozott, valamint kétszer jelöltette magát sikertelenül szenátornak. A rabszolgaság korlátozásáért agitáló kiváló szónokként 1860-ban elnyerte a Republikánus Párt elnökjelöltségét és még abban az évben megválasztották elnöknek. Programja ismeretében sikertelen kompromisszumkeresési folyamat után hét déli állam kilépett az Unióból. Lincoln ezt nem volt hajlandó tudomásul venni, pedig minden kivált állam legitim képviselők szavazása útján döntött a kiválásról, melyet több államban népszavazással is megerősítettek. A lázadónak nyilvánított délieket katonai erővel akarta leverni, s ezzel további négy állam kiválását okozta. Az Amerikai Konföderációs Államok milíciája erővel eltávolította területéről a távozást makacsul megtagadó unionista katonaságot, ezzel kirobbant az amerikai polgárháború.
Lincoln sok területen tartotta kézben a háború vezetését. Az Amerikai Egyesült Államok főparancsnokaként sorra jelölte ki a hadműveleteket irányító tábornokokat, míg rá nem talált a sikereket biztosítani képes vezetőkre, mint például Ulysses S. Grant. A Republikánus Párt belügyeit jól kezelte, pártja hangadóit bevonta háborús kabinetjébe és kompromisszumos együttműködésre késztette őket. Lincoln sikeresen oldotta meg a Trent-incidens néven elhíresült diplomáciai nézeteltérést Anglia és az Egyesült Államok között 1861-ben. Vezetése alatt a háború kezdetén az Unió irányítása alá kerültek a rabszolgatartó határállamok.
Elnöksége idejére esett a 13. alkotmánykiegészítés és az 1863-as emancipációs kiáltvány. A Republikánus Párt radikális szárnya kritizálta óvakodását a rabszolgaság betiltásától. A kritikákon retorikai tehetségét csillogtató beszédeivel sikerült túllendülnie. 1863-as gettysburgi beszéde a legismertebb amerikai szónoklat lett. Az 1864-es elnökválasztáson ismét neki szavaztak bizalmat. A polgárháborúban Északot győzelemre vezette és törvényileg eltörölte a rabszolgaságot. Hat nappal azután, hogy a déliek katonai főparancsnoka, Robert E. Lee letette a fegyvert, Lincolnnal egy merénylő golyója végzett. Ez volt az első eset, hogy amerikai elnök merénylet áldozatává vált.
A történészek és az állampolgárok az Amerikai Egyesült Államok három legjelentősebb elnöke közé sorolják.

## Élete

### Származása, gyerekkora és iskoláztatása

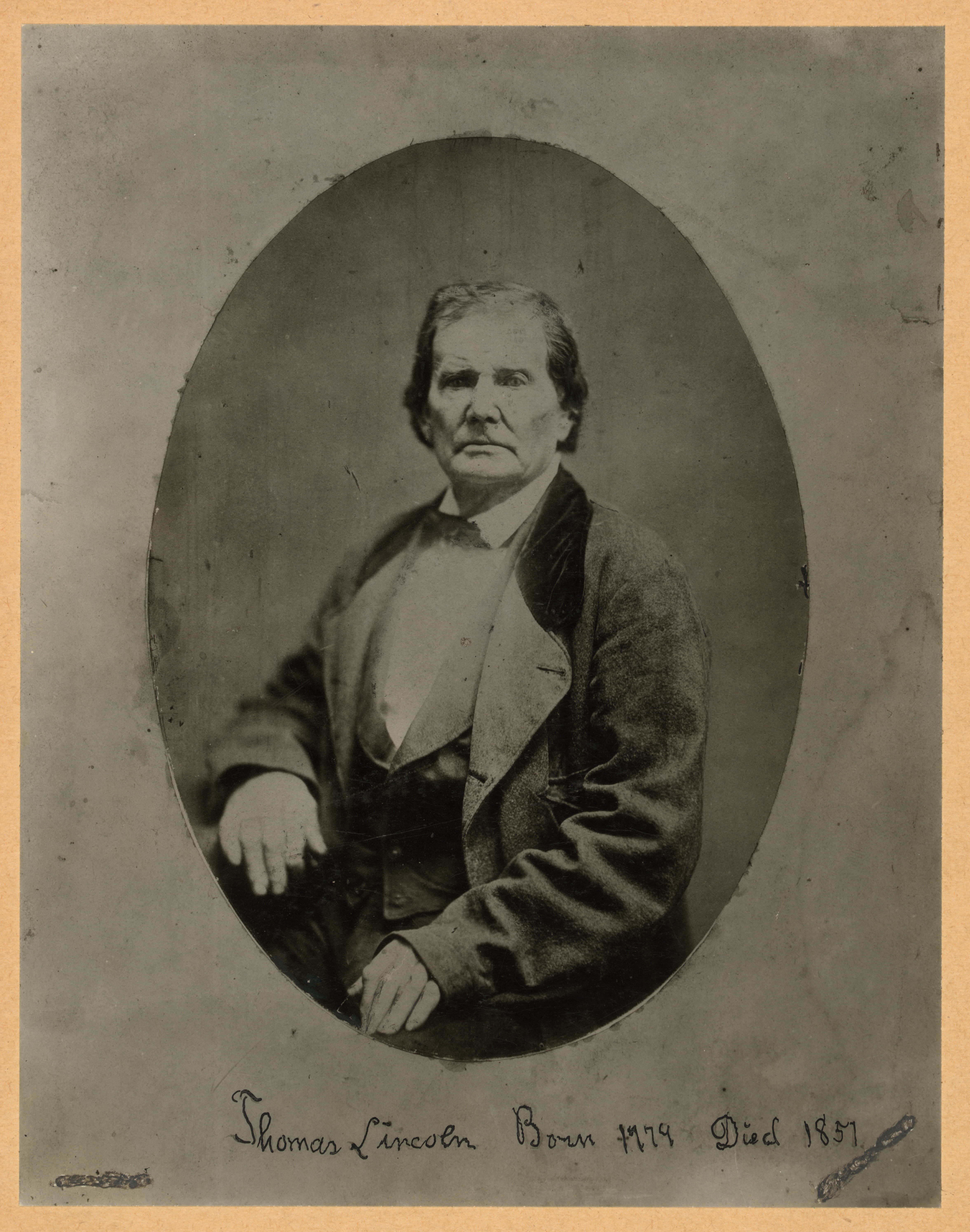
Thomas Lincoln, Abraham Lincoln apja, akitől Abraham elhidegült

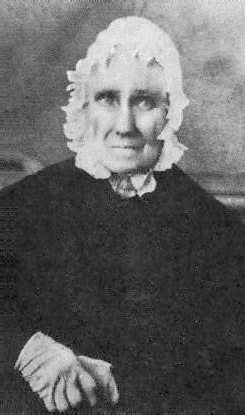
Sarah Bush Lincoln, Abraham Lincoln mostohaanyja, akit viszont nagyon szeretett

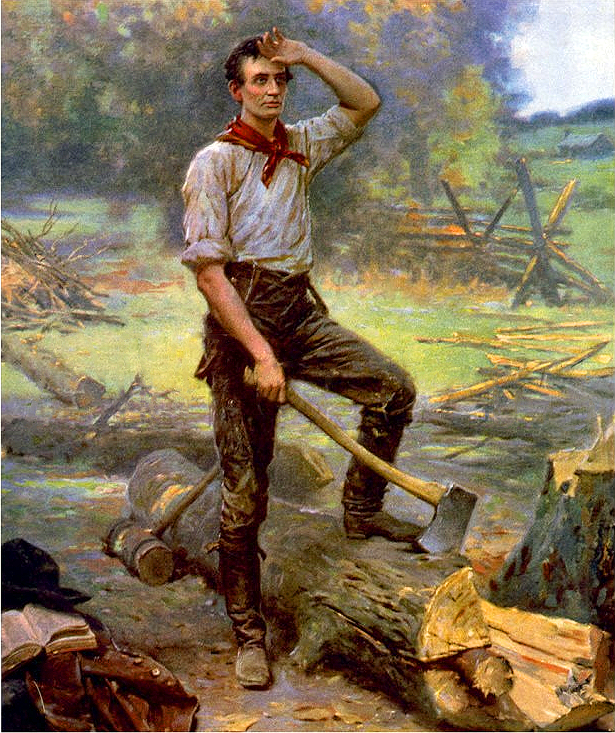
A Favágó – J. L. G. Ferris 1909-es festménye. Lincolnt gyakran emlegették ezen a néven ifjúkori foglalkozása után

Samuel Lincoln a 17. században vándorolt ki Angliából Amerikába, a Boston melletti, massachusettsi Hinghambe. Abraham nagyapja, Abraham Lincoln Virginiából Kentuckyba költözött, Jefferson megyébe, 20 mérföldre Louisville-től. Portyázó indiánok ölték meg 1786-ban, árván maradt gyermekei szeme láttára. Az 1778. január 6-án született Thomas Lincoln nevű fiának így nehéz gyermekkora volt. Vándorló napszámosként nőtt fel, minden kétkezi munkát elvállalva, ami csak adódott, és összes írástudománya a neve volt. Az egykor a civilizáció peremének számító Kentucky fokozatosan fehér bevándorlókkal települt be, míg Thomas Lincoln világa a vadnyugat volt. Számos foglalkozást űzött, de elsősorban képzett ács volt. Emellett ellátta a közösségnek teendő polgári kötelességeket: esküdt volt bírósági perekben, rabszolgákat ellenőrző őrjáratokban vett részt és fogvatartottakat őrzött.
Thomas feleségül vette a mai nyugat-virginiai Mineral megyében (akkor Hampshire megye) született Nancyt, Lucy Hanks lányát. A szegény családból származó Nancy írástudatlan volt. A család tisztes módon megélt, nélkülöznie nem kellett. Két 240 hektáros földre szereztek jogot, több házuk a városban, lovaik és egyéb állataik voltak. Számos farmot vettek és adtak el, beleértve a Sinking Springs farmot is (Hardin megye, ma LaRue megye része), ahol Abraham Lincoln 1809. február 12-én megszületett egy egyszobás faházban. Abrahamet apai nagyapjáról nevezték el, és nem kapott második keresztnevet. A család a baptista istentiszteletet látogatta, melyben az egyháztagok emelkedett erkölcsi megfontolások jegyében ellenezték az alkoholfogyasztást, a rabszolgatartást és a táncot is. Lincoln hivatalosan nem volt tagja semmilyen felekezetnek, istentiszteletre azonban rendszeresen járt.
Kentuckyban ekkoriban mindennaposak voltak a birtokdisputák, mivel a birtoknyilvántartás zűrzavaros volt. A család 1816-ban bírósági végzés alapján a tulajdonjogi bejegyzések körüli tisztázatlanság miatt elvesztette jogát a farmjaira. Indiana államba, Perry megyébe (ma Spencer megye) költöztek, hogy tiszta lappal újrakezdjék. Lincoln későbbi magyarázata szerint részben amiatt vándoroltak tovább, mert Kentuckyval ellentétben Indiana nem rabszolgatartó állam volt, de főleg a bejegyzési perek miatt. 1818-ban Nancy Lincoln fehérvirágú kenderbojt által mérgezett tejet ivott és 34 éves korában meghalt. Ideiglenesen Sarah, Abraham mindössze két évvel idősebb nővére vette át a háztartás vezetését. Apjuk 1819-ben újraházasodott, Sarah Bush Johnstont, egy háromgyermekes özvegyet vett el. A kis Abraham nagyon megszerette mostoháját, anyjának, mi több "az én angyali anyukám"-nak szólította. Túlságosan egyszerű, műveletlen, és hozzá puritán ridegséggel viszonyuló apjától azonban fokozatosan elidegenedett természetük különbözősége folytán.
Abraham fiatalkorában nem szerette az akkoriban vadnyugatnak számító vidék kemény fizikai munkát igénylő életét. Családjában és rokonságában többek lustának tartották, mert olvasási szenvedélyét naplopásként értékelték. Tizenéves korára megváltozott, ekkoriban már becsülettel ellátta az ilyen korú fiúk ház körüli teendőit. Elutasította a vadászatot és a halászatot, mert nem tartotta helyénvalónak az állatok megölését, még élelem céljából sem. A pionírvidékek legfontosabb munkája az erdőirtás volt, így markos és képzett fejszeforgatóvá vált. Huszonegy éves koráig minden jövedelmét az akkori szokásnak megfelelően apjának adta, később pedig alkalmanként pénzt adott neki kölcsön. Lincoln hivatalosan mindössze 18 hónapig járt iskolába, azonban később autodidakta módon képezte magát, és sokat olvasott. Magas termetű, erős és vakmerő legénnyé serdült, felnőttkorában 192 cm magas lett. Nem félt elfogadni a Clary's Grove-i fiúkként ismert bajkeverők vezérének kihívását, hogy megverekedjenek.
1830-ban, amikor az Ohio mentén ismét a tejmérgezés kiújulásától tartottak, a család az illinois-i Macon megyébe telepedett át. A következő évben, mikor Coles megyébe költöztek tovább, Abraham megelégelte a határvidéki, vadnyugati életformát. A 22 éves, ambiciózus ifjú kenuval leutazott a Sangamon folyón New Salem faluig, és önálló életet kezdett. Még abban az évben egy helybeli üzletember, Denton Offutt felbérelte, hogy féltestvérével és egy unokatestvérével tutajon szállítson árut a Sangamon folyón, az Illinois folyón és a Mississippin New Salemből New Orleansba. Itt látott először rabszolgapiacot, ami mély ellenszenvvel töltötte el.

### Házassága és gyermekei

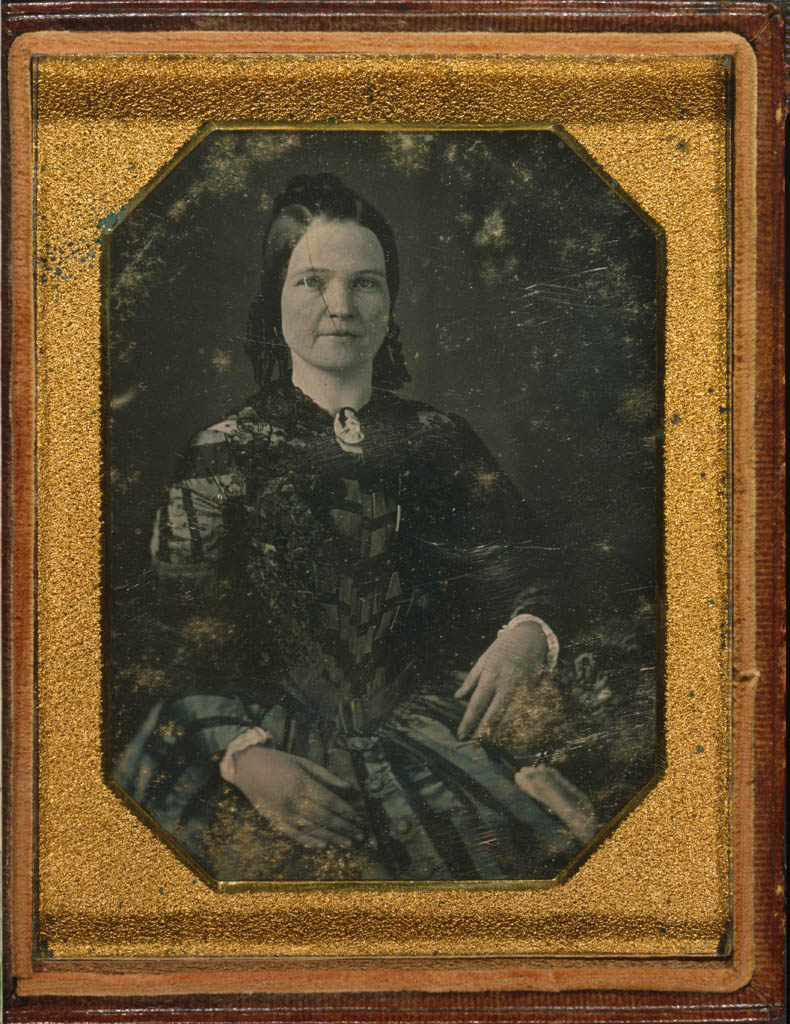
Mary Todd Lincoln, Abraham Lincoln felesége

1833-ban vagy 1834-ben Lincoln megismerkedett a Kentuckyban lakó Mary Owensszel, barátja, Elizabeth Abell húgával, amikor Mary testvéréhez érkezett látogatóba. A két fiatalnak megakadt a szeme egymáson, de több nem történt és Mary visszatért gazdag apja farmjára. Abraham ezután viszont megismerte Ann Rutledge-et, első nagy szerelmét. New Salembe költözése után találkoztak először, és 1835-re kölcsönös vonzalom alakult ki közöttük. Eljegyzésre nem került sor, mert Ann Rutledge ugyanazon év augusztus 25-én, rendkívül fiatalon elhunyt, valószínűleg lázas megbetegedésben. Abrahamet maga alá temette a gyász.
1836-ban, búskomorságot lassan maga mögött hagyó Lincolnnak Elizabeth Abell felajánlotta, hogy magával hozza húgát New Salembe, ahol Abraham udvarolhat neki és eljegyezheti. Lincoln beleegyezett. Mary Owens 1836 novemberében érkezett meg és Lincoln röviden udvarolt neki. Mindkettőjüknek kétségei voltak egymással kapcsolatban. Lincoln nem tudta elképzelni, hogy a megszokott színvonalú megélhetést tudja biztosítani a lánynak és Mary kevésbé testesként élt emlékezetében. Marynek Abraham visszahúzódó társasági viselkedése nem tetszett és több alkalommal udvariatlannak találta vele szemben. Lincoln röviddel később, áprilisban üzleti útra indult Springfieldbe, hogy ügyvédi praxisát elkezdje. 1837. augusztus 16-án a magányosságtól és alkatából kifolyóan is levert Lincoln levelet írt Marynek, miszerint nem hibáztatná őt, ha lezárná a kapcsolatukat. Mary sosem válaszolt neki, ezzel a viszony megszakadt.
1840-ben Lincoln eljegyezte egy módos lexingtoni rabszolgatartó család lányát, Mary Toddot. 1839 decemberében találkoztak Springfieldben, az eljegyzés 1840 karácsonya körül történt, az esküvő 1841. január 1-jére volt kitűzve, azonban Lincoln felbontotta az eljegyzést és szakított. Ennek oka részben Mary nehéz természete volt, részben pedig az, hogy Abraham beleszeretett a 16 éves Matilda Edwardsba. Hamar kiderült azonban, hogy érzelmeit a lány nem viszonozza, s ez megint mélyen leverte. Barátja, Joshua Fry Speed közvetítésével egy partin ismét találkozott Maryvel. Abraham lassanként kezdte úgy gondolni, hogy akármilyen nehezen elviselhető, Mary az egyetlen nő, aki szereti őt. Újra összemelegedtek és 1842. november 4-én összeházasodtak Springfieldben, Mary férjnél levő nővérének házában. 1844-ben a pár vett egy házat Springfieldben, közel Lincoln ügyvédi irodájához. Mary látta el a ház körüli teendőket, amit otthon, apja házában rabszolgák végeztek el helyette. Takarékosan osztotta be a szűkös kosztpénzt, amit Abraham ügyvédi irodája kitermelt. Négy fiuk született.

### Korai politikai karrierje és katonai szolgálata

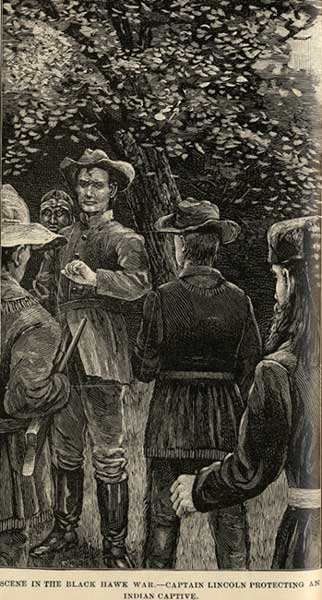
Lincoln százados a háború során egy bennszülöttet véd saját embereitől, Francis F. Browne illusztrációja 1886-ból

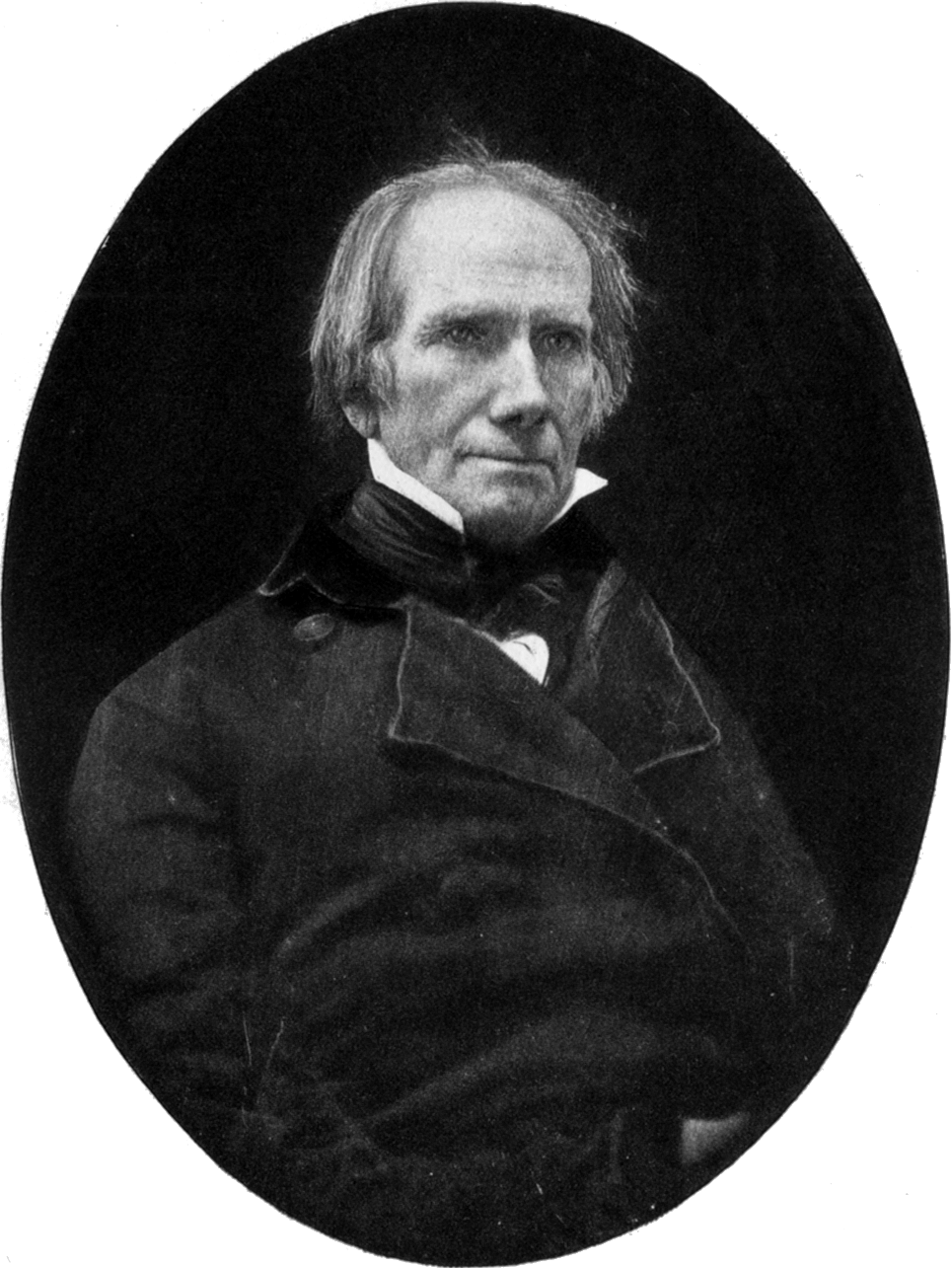
Henry Clay whig politikusról készült dagerrotípia – Clay Lincoln politikai mintaképe volt

Lincoln 1831 júliusában tért vissza New Salembe. Alkalmi munkákat vállalt, míg Denton Offutt szeptemberben nyíló vegyesboltjában eladóként alkalmazta. 1832 tavaszán Offutt boltja csődbe ment, így Lincoln foglalkozás nélkül maradt. Az 1830-as évek elejétől kezdve a Whig Párt politikai elveit tette magáévá. 1832 márciusában bejelentette indulását az illinois-i állami törvényhozói választáson. Természetes előadókészségével le tudta bilincselni nagy hallgatósága figyelmét. Politikája a Sangamon folyó hajózhatóságának javítására irányult, amely segítette volna New Salem helyzetét. Azonban egyelőre nem volt elég képzett és nem voltak befolyásos barátai, támogatói. Az augusztus 6-i voksoláson nyolcadikként végzett a tizenhárom jelölt között, s mivel csak az első négyet választották meg, nem került be a képviselőházba. New Salemben viszont a 300 voksból 277-et megszerzett.
Ezalatt munkája nem lévén 1832. április 21-én önkéntesnek jelentkezett az Illinois Állami Milíciába, mely a Black Hawk indián felkelés ellen küzdött. Lincoln nem vett részt ütközetben ezalatt, de temetett megskalpolt halottakat ütközetet követően. A katonai eskü letétele után az önkéntesek kapitányukká választották, ami növelte Lincoln önbizalmát a megmérettetésekkel kapcsolatban. Katonai szolgálata alatt Lincoln nem látott harcot, és tiszti képzettsége sem volt. Karrierje későbbi részében gyakran csinált viccet belőle, hogy amikor vonalba fejlődött katonáival egy kerítéshez ért és annak ajtaján át kellett volna menniük, nem jutott eszébe a megfelelő parancs, amire oszlopba fejlődtek volna. Lincoln ehelyett oszoljt vezényelt és az alakzat újrafelvételét a kerítés túloldalán. 1832. július 10-én elbocsátották a szolgálatból, mert az önkéntesek egy része fölöslegessé vált. 1850-ben szolgálataiért 40 hold földet kapott Iowa államban, amint ez az indián háborúk után szokásban volt. Lincoln a háborúból jó vezető és derék ember hírében állva tért vissza.
Visszatérve New Salembe William F. Berry katonatársával felesben megvásárolta a település három vegyesboltjának egyikét. A városra azonban rossz idők jártak, a kereskedelmi forgalom esett, így a bolt nem hozta a remélt hasznot, így be kellett zárni. Ezt követően távozni kívánt a városból, de maradásra buzdító jóakarói közbenjárására 1833 májusában elnyerte a postamesterséget. Három évig viselte hivatalát, aminek jövedelme nagyon szerény volt. Szintén barátai segítségével szerzett földmérősegédi állásból egészítette ki keresetét. A geodézia szakmai fogásait és a trigonometriát két kölcsönkapott könyvből sajátította el. Ha csak tehette, olvasott; olykor mérföldeket gyalogolt, hogy kölcsönkérjen egy könyvet.
Részben a törvényhozói jövedelem reménye miatt úgy döntött, hogy másodszor is megméreti magát a választáson. Ekkoriban már a Whig párt bejegyzett tagja volt, de sok demokrata érzelmű választó is támogatta más whig párti jelöltekkel szemben. 1834-ben házról házra, szavazótól szavazóig menő második választási kampánya sikeres volt. Bejutott Illinois állami törvényhozásba és négy cikluson át Sangamon megye képviselője lett. Anyagi nehézségeire jellemző, hogy veszteséges boltja miatt 1835-ben a végrehajtás alá került lova, nyerge és földmérő eszközei. Kitartó önművelésének eredményeképpen 1836-ban ügyvédkedni kezdett felesége unokatestvérének praxisában, majd 1837-ben másodmagával önálló ügyvédi irodát nyitott Springfieldben, először Stephen T. Logannel, majd William Herndonnal társulva. Fokozatosan Közép-Illinois egyik legismertebb whig politikusa, s alapos jogi tanulmányok híján is egyik legsikeresebb ügyvédje lett.
1834-ben visszautasította, hogy aláírjon egy petíciót, mely a színes bőrűek bíróság előtti tanúskodásának lehetővé tételét szorgalmazta. Az 1835-36-os ülésszakon igennel szavazott a választójog minden felnőtt fehér férfira való kiterjesztésére, akár van földbirtokuk, akár nincs. Az Egyesült Államok Kongresszusának képviselőjeként (1847-49) támadta a Mexikó elleni háborút kirobbantó James Knox Polk elnököt a sorozás bevezetése miatt és követelte, hogy Polk pontosan mutassa meg, hol törtek be mexikói katonák az Egyesült Államok területére és öldököltek. A követelés teljesen visszhang nélkül maradt, mert (az erőviszonyokat remekül megérező Lincolnra egyáltalán nem jellemző módon) teljesen figyelmen kívül hagyta a háborút támogató közhangulatot. Vitriolos kirohanását a sajtó gúnynevek ráaggatásával honorálta, s Lincoln elszigetelődött véleményével. A polgárháború idején megbánta az elnök háborúkezdési hatalmával kapcsolatban ekkor tett kijelentéseit. 1848-ban viszont már a mexikói háború hősét, Zachary Taylor tábornokot támogatta, hogy a whigek elnökjelöltje legyen az esélytelennek tartott Henry Clayjel szemben. Taylor győzelme után nem sikerült megszereznie az Általános Földhivatal felügyelőségét. Felajánlottak neki kárpótlásul Oregon Territórium kormányzóságát, amit viszont nem fogadott el. Helyette visszatért jogászi karrierje építéséhez.

### Viszonya a rabszolgasághoz, átlépés a Republikánus Pártba

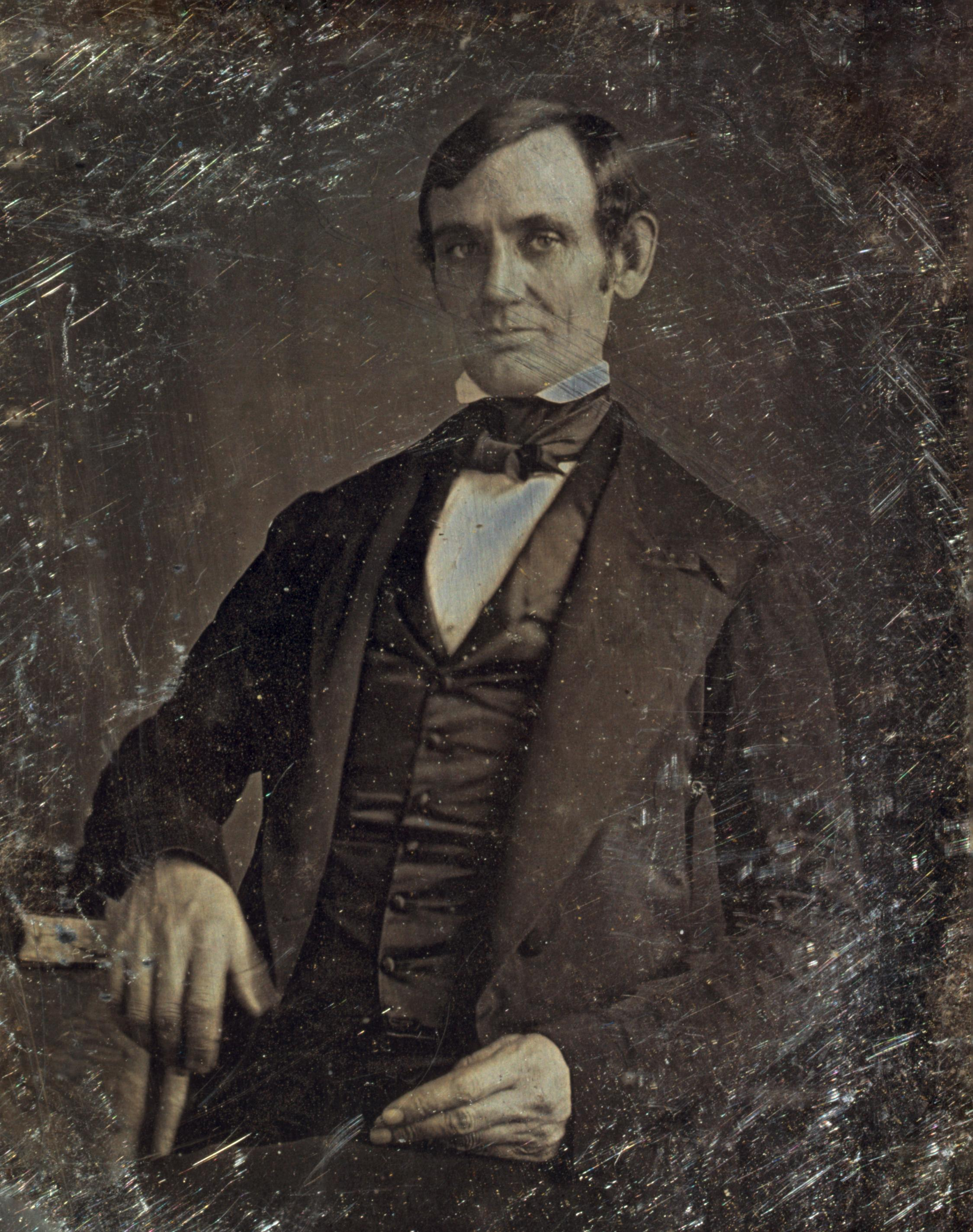
Lincoln kongresszusi képviselő, Nicholas Shepherd 1846-os felvétele

Az 1840-es évekre a rabszolgaság kérdése egyre megosztóbbá vált és egyre megoldást sürgetőbbé. A korábbi megegyezést jelentő Missouri-kompromisszumot 1854-ben a Kansas–Nebraska-törvény beterjesztésével próbálták módosítani. Ennek vitája során Lincoln szembeszállt a törvénytervezetet benyújtó és védelmező Stephen A. Douglas illinois-i szenátorral. Douglas számára az önkormányzás elve volt az elsődleges. Úgy vélte, hogy ha a szabad amerikaiak rabszolgatartó államot kívánnak létrehozni, ebben senki sem akadályozhatja meg őket, ugyanúgy, ahogy a rabszolgatartás saját államukon belüli megtiltását sem vitathatja el tőlük semmiféle föléjük rendelt szövetségi kormány, mivel az nem lehet illetékesebb, mint saját akaratuk. Lincoln számára a rabszolgatartás nyugati irányú elterjedésének és a néger populáció nyugatra vándorlásának megakadályozása volt az elsődleges szempont. Lincoln a tervezetben ennek veszélyét látta, a Dred Scott-per kimenetelében pedig a rabszolgatartás Illinois-ba, tágabb értelemben az egész Északra való kiterjedésének rémét vélte felfedezni.
Lincoln a rabszolgaság új területekre való beengedését a szabad farmerek gazdasági fejlődési akadályának tekintette. Emellett a rabszolgaságot erkölcstelennek tartotta, s elvi alapon ellenezte: "Politikai álszentekké nyilvánítottuk magunkat a világ előtt, amikor kiterjesztjük az emberi rabszolgaságot, s ugyanakkor az emberi barátság egyetlen barátainak tartjuk magunkat!" Azt azonban elismerte, hogy azonnali megoldást nem tud ajánlani, s emiatt a felszabadítást nem támogatta, szemben a politikai feszültséget szító abolicionistákkal. Felesége 1858-ban azt írta róla egy levélben: "Noha L. úr Frémont embere, avagy az volt, nem szabad amannak a pártnak tagjai közé számítani, az abolicionisták közé. Elveiben távol áll tőlük – mindössze annyit akar, hogy a rabszolgaság ne terjesztessék ki, maradjék ott, ahol van."
A Kansas–Nebraska-törvény vitájában a Whig Párt két, egymással keményen vitázó részre oszlott, mely szétzilálta a pártot. Mind a támogatók, mind az ellenzők tömegesen léptek ki a pártból. Lincoln 1854 végén whig pártiként mérette meg magát az Egyesült Államok illinois-i szenátori székéért folyó versengésben. Ekkoriban a szenátorokat az illinois-i állami törvényhozás képviselői választották meg. Az első körben Lincoln még vezetett, de voksai csökkenésével híveit Lyman Trumbull támogatására szólította fel, aki végül megszerezte a győzelmet. Később párttagságát felfüggesztve jogászi karrierjére koncentrált. 1854-ben zászlót bontott azonban a rabszolgaság nyugati elterjedését korlátozni akaró Republikánus Párt, s ennek illinois-i szervezetét Lincoln segítségével alapították meg 1856. május 28-án. Az 1856. június 17-én kezdődő Republikánus Konvención Lincoln második lett az alelnökségért folytatott versengésben. Az 1856 novemberi elnökválasztáson a John C. Frémont-t indító párt az ország második erejévé vált a Demokrata Párt mögött.

### A Douglas–Lincoln vita

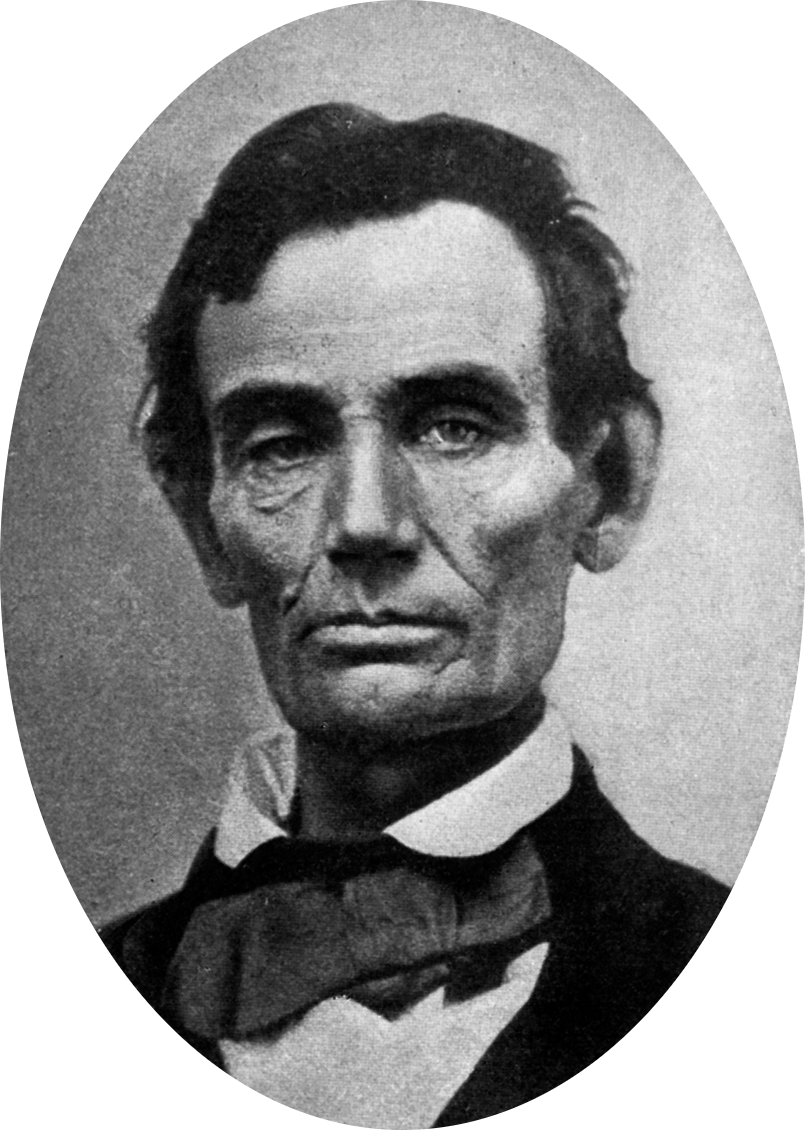
Abraham Lincoln 1858-ban

Lincoln 1858-ban republikánus színekben harcba szállt Douglas ellenében az illinois-i szenátori székért. A kampány során hét helyen közös fellépésen hirdették politikai nézeteiket. A gondosan megszervezett vita óriási érdeklődést vonzott, s fellépéseik egyikén fogalmazta meg Lincoln a megosztott Képviselőházról és országról szóló, sokat idézett mondatait: 
|  | „Az önmagával meghasonlott Ház nem állhat fenn. Úgy hiszem, ez a kormányzat nem maradhat tartósan félig rabszolgatartó és félig szabad. Nem azt akarom, hogy az Unió felbomoljon és nem azt akarom, hogy a ház összedőljön, de azt gondolom, meghasonlottsága meg fog szűnni. Vagy ilyen lesz egészen, vagy olyan.” |
|  | |

 E radikális gondolatokat ma sokan prófétai igazságnak tekintik, akkoriban azonban túlzásnak és az ország egységének felborítására tett aktusnak tekintették. Lincoln és a Republikánus Párt azzal óhajtotta megerősíteni támogatottságát, hogy szántszándékkal felhevítette a közbeszédet a rabszolgatartás kérdésében és a kansasi lövöldözések botrányán lovagolt. Lincoln barátai azt tanácsolták, hogy a megosztott ország témáját ne feszegesse a kampány során. Az események kimenetele igazolta félelmeiket: a választók többsége Kansas minden botránya és a rabszolgaság minden gyötrelme ellenére is Douglasre szavazott.
Douglas hasonló látnoki szavakkal válaszolt: 
|  | „Azt mondom, a Mr. Lincoln és pártja által prédikált új doktrína szét fogja bomlasztani az Uniót, amennyiben sikerre vitetik. Minden északi államot megpróbálnak egy tömbben a Dél ellen uszítani, szabad és rabszolgatartó államok országrészeinek háborúját felidézve annak érdekében, hogy egyik, vagy másik a földre kerüljék.” |
|  | |

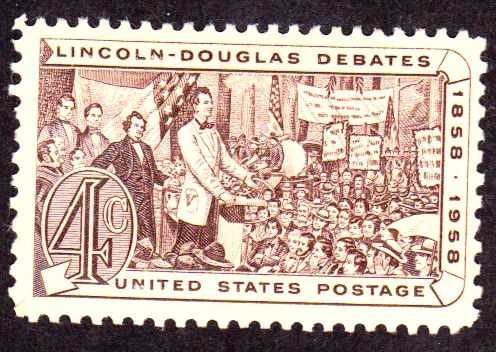
A vita évfordulójára kiadott bélyeg

Lincoln úgy vélte, hogy a függetlenségi nyilatkozatban megfogalmazott jogok "az élethez, a szabadsághoz és a boldogulásra való törekvéshez" nem idegeníthetők el a színes bőrűektől azon az alapon, hogy a függetlenségi nyilatkozatban expressis verbis nem esett szó színes bőrűekről. Szerinte ennek hiánya éppen azt erősíti, hogy nincsenek kivételek, mert amennyiben bőrszín alapján kivételt tesznek a "minden ember" megfogalmazás alól, akkor legközelebb másfajta szempont alapján is kivételt tehetnek alóla. Douglas ezzel szemben arra az álláspontra helyezkedett, hogy az Alapító Atyák tudatában voltak, hogy a fehér faj elért a kulturális fejlettség azon fokára, ahol az emberi jogok szabadságát élvezni képesek, míg a feketékről ezt nem tudták elmondani, ezért a megkülönböztetést hallgatólagosan beleértették a szavak közé, mivel „ezt a kormányzatot atyáink a fehérekre alapozták ... fehér emberek által hozták létre a fehér emberek és leszármazottaik számára az örökkévalóság végéig.”

Lincoln tagadta a kulturális különbség tanát, mert biológiai eltérést látott. Egyben az abolíció támogatásának vádja ellen védekezve kijelentette: 
|  | „Nem pártolom és soha nem is pártoltam, hogy a fehér és fekete faj között bármilyen módon szociális, vagy politikai egyenlőséget teremtsünk; nem pártolom és soha nem pártoltam, hogy négereket szavazni, vagy esküdtnek lenni engedjünk, sem, hogy hivatalképessé tegyük őket, sem, hogy fehérekkel való házasodásukat engedélyezzük; és ehhez hozzátéve azt állítom, hogy fizikai különbség van a fehér és a fekete faj között, mely hitem szerint mindörökre meg fogja akadályozni a két faj szociális és politikai egyenlőségen alapuló együttélését. És ennek okán, mivel továbbra is egyazon helyen élnek, mindig is lesz egy fölé- és egy alárendelt, s én, mint minden ember a fehérek fölérendeltségét óhajtom. Ez alkalomból kijelentem, hogy a fehérek magasabbrendűségéből még nem látom következőnek, hogy a négerektől minden megtagadtassék. Nem azért mondom ezt, mert nem akarván, hogy egy néger nő rabszolga legyen, mindjárt feleségül is akarnám egyben. Hanem mert vélem, hogy őt egyszerűen békében élni hagyhatom.” |
|  | |

Mint az idézetek demonstrálják Lincoln rendkívüli tehetségű ügyvédként, szónokként kiválóan értett hallgatósága szimpátiájának megnyeréséhez. Tömeggyűléseken, politikai korteskedés közben kifejtett gondolatai igen nagy mértékben különböznek egymástól, attól függően, hogy hallgatóságát, befolyásolni kívánt befogadóközegét milyen beállítottságúnak ítélte meg. Így nem biztos, hogy például a Douglas-Lincoln vita során kifejtett tanait lelke mélyéből vallotta volna; sokkal inkább sejthető mögötte a szavazatszerzés, tágabb értelemben a reálpolitikai megvalósíthatóság, keresztülvihetőség keresése, motivációja.
Bár a szenátusi választáson vereséget szenvedett Douglasszel szemben, hét nyilvános vitájuk országszerte nagy figyelmet keltett. Lincoln neve széleskörűen ismertté vált. Több meghívást kapott, mint amelyen részt venni képes volt, pártja vezetése pedig New Yorkba hívta előadásokat tartani. Lincoln olyan intellektuális kiválóságot tanúsított, amely fokozatosan pártja vezetőjévé emelte, és nagyban hozzájárult, hogy 1860-ban elnyerje a Republikánus Párt jelölését az elnöki megmérettetésre.

### 1860-as választási kampánya és megválasztása

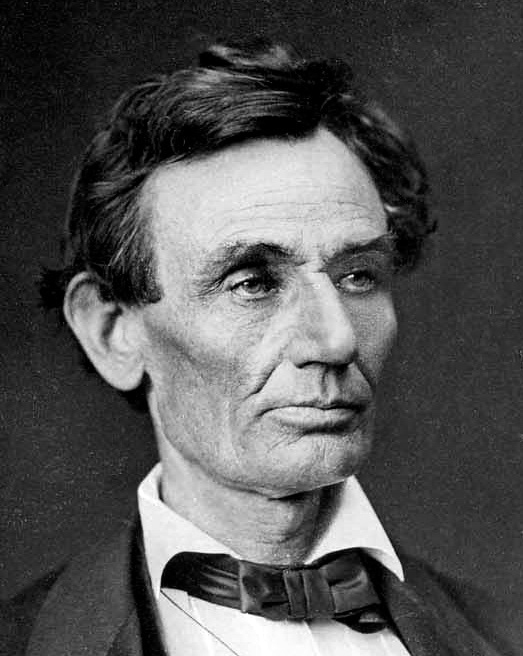
1860-as arckép

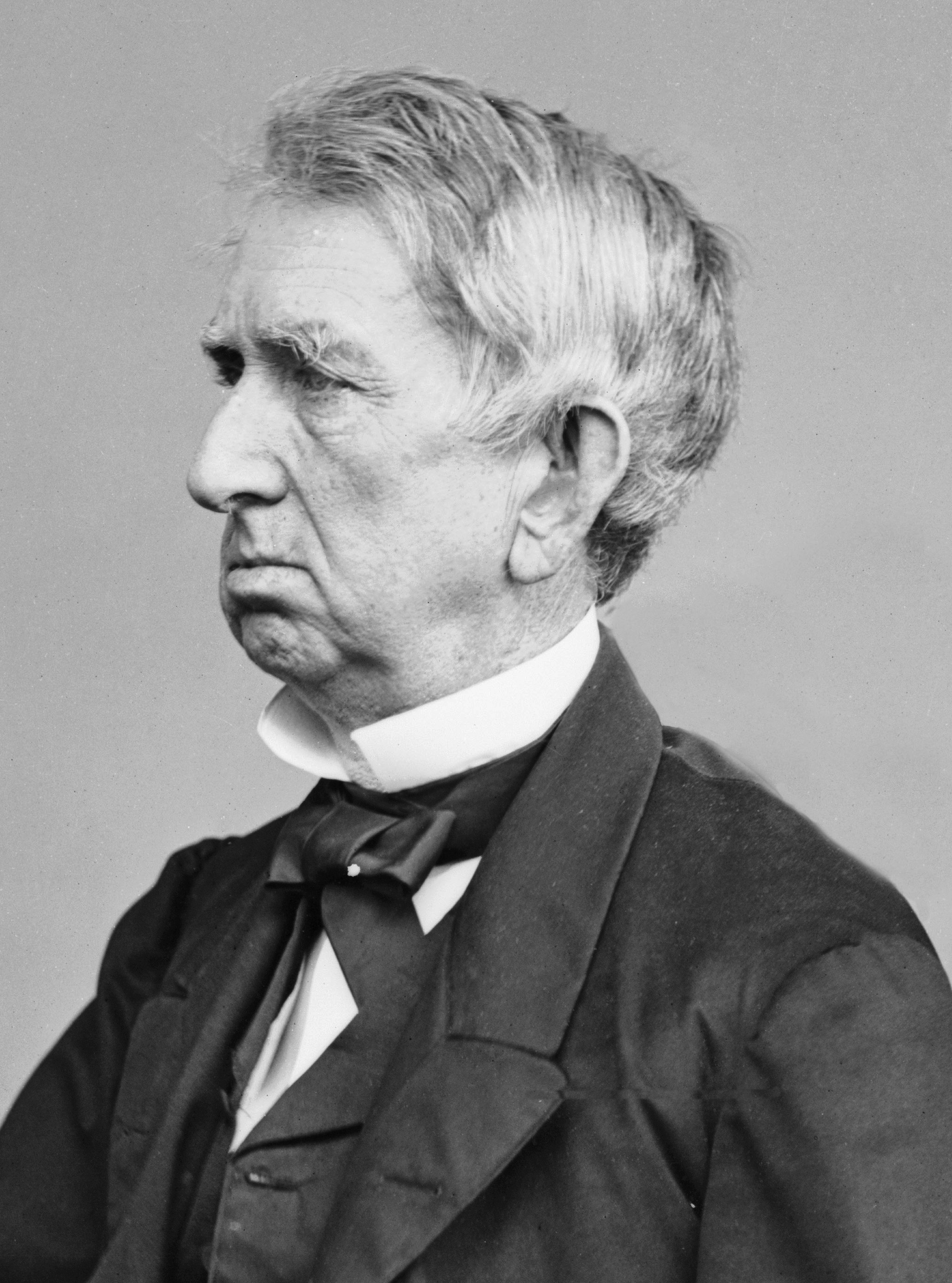
Seward

1860-ban Illinois republikánusainak kezdeményezése alapján az országos elnökjelölő konvenció(en) megválasztotta a párt elnökjelöltjének. Ezt taktikus, semelyik frakciót magára nem haragító mérsékelt nyilatkozatainak, whigekre jellemző gazdaság- és vámpolitikájának és ellenfelei hibáinak köszönhette. A jelölésen többek közt William H. Sewardot, későbbi külügyminiszterét is legyőzte. Sewardot a legnagyobb esélyesként emlegették, de 1850-től a szenátusban a rabszolgaság ellen harcoló és a radikálisokhoz közel álló abolicionistának tartották. Lincoln támadható nézetei ugyanakkor nem kerültek nyilvánosságra, mivel 1854-től nem viselt politikai hivatalt. A konvención felmerült, hogy ha a párt sikerrel akar fellépni a határállamokban, akkor egy ennél mérsékeltebb jelölt mögé kell sorakoznia. Mikor Seward ezt észrevéve változtatni akart megítélésén és a mérsékeltekhez közeledett, elidegenítette radikális támogatóit.
Ugyanakkor a párt ügyes tematizálással és szenvedélyeket felfokozó üzeneteivel kiszorította politikai versenytársait potenciális választói kegyeiből és egy olyan politikai törésvonalat tett meg fő kérdéssé, melynek nyomán lehetségessé vált számára az elektori többség megnyerése. Az 1860-as kampány úgy folyt le, hogy erősen sejthető volt a végkimenetel is. A rabszolgaság kérdésén megoszló és felbomló Whig, majd az annak helyébe lépni próbáló és ugyanúgy járó American/Know Nothing pártok kidőlésével a Republikánus Párt egymaga dominálta egész Északot. Az úgynevezett szabad (tehát rabszolgaságot tiltó) államok egységbe tömörült elektori ereje ellen a választási matematika nem tudott valószínűséggel működő ellenszert ajánlani. A biztos vereség elkerülésére tett kétségbeesett lépések okozták a legnagyobb ellenfél, a Demokraták többes jelölését.

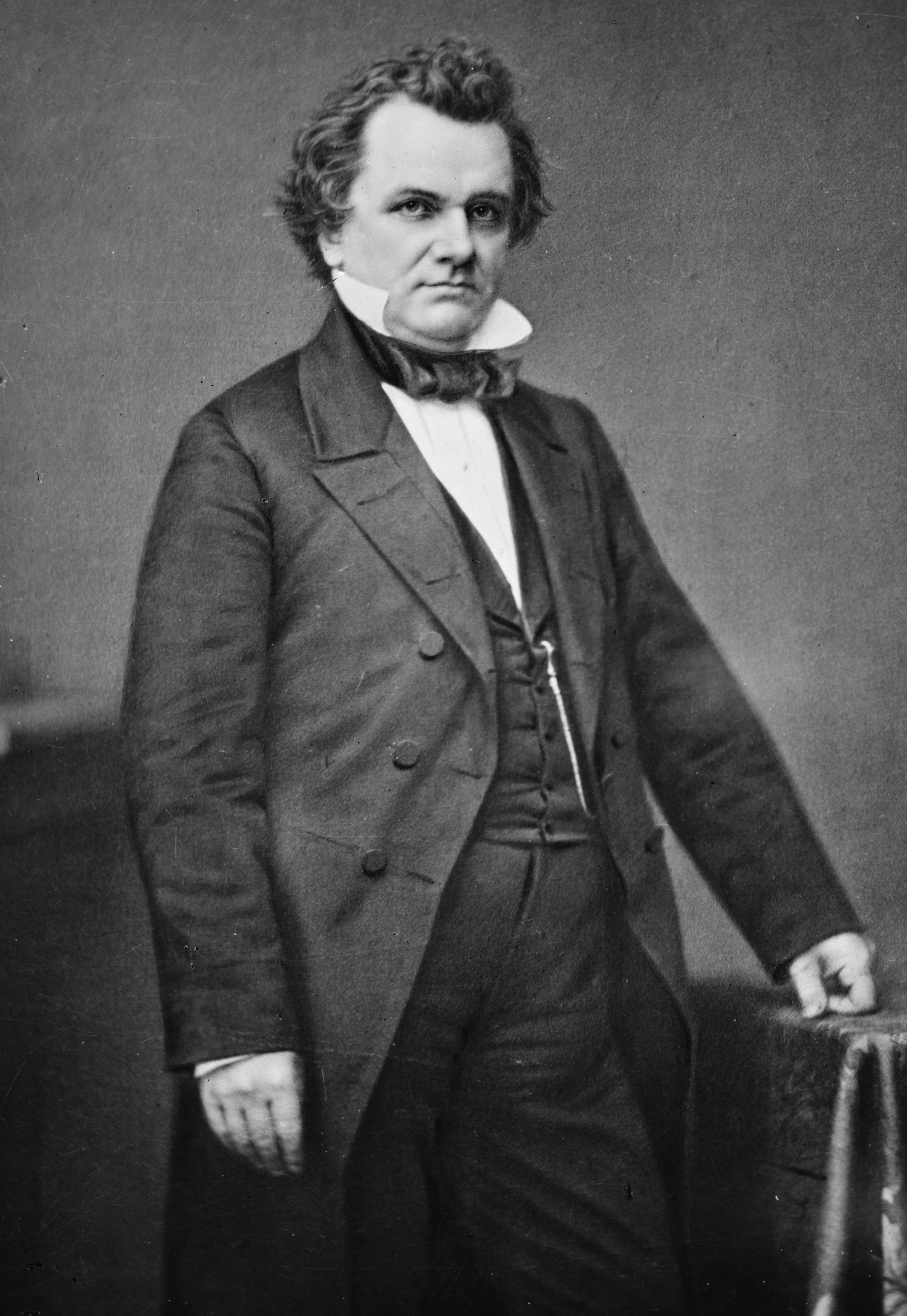
Douglas

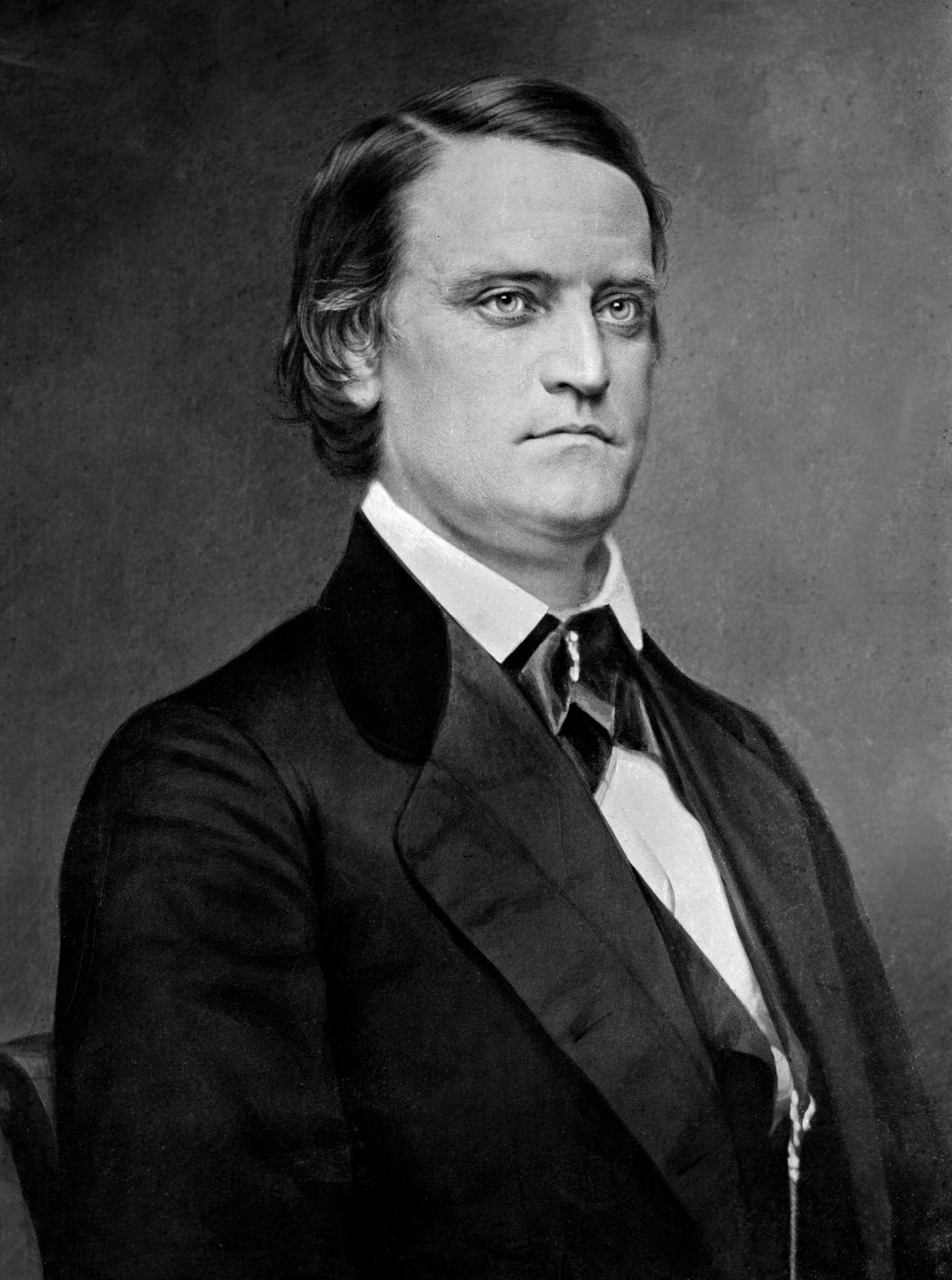
Breckinridge

A Demokrata Párt küldöttei 1860 áprilisában Charlestonban találkoztak. Az Északról jött küldöttek azt boncolgatták, hogy a Dred Scott-perben való legfelsőbb bírósági döntéshez való ragaszkodás és hasonló szellemű megnyilvánulások olyan népszerűtlenek, hogy egy fia szavazatot sem fognak tudni szerezni a pártnak – következésképpen ha a győzelem reményét meg akarják őrizni, akkor Stephen A. Douglas mögé kell sorakozniuk, akinek ismert Freeport-doktrínája elfogadható volt Északon. A doktrína ignorálta a Dred Scott-döntést, és nem forszírozott állásfoglalást a rabszolgaság kérdésében, hanem az államokra bízta. Csakhogy Douglast a Mély-Dél államaiban árulónak tartották, mivel ő volt az, aki fellázította az északi demokratákat Kansas (az új Lecompton-alkotmány értelmében) rabszolgatartó tagállamként való felvétele ellen. A konvenció nem tudott megegyezni a rabszolgaság további kiterjesztésének kérdésében, vagyis ugyanaz történt vele, mint a whigekkel és az American Nativist/Know Nothing párttal: egymással csatározó felekre szakadt. A kiterjesztést pártoló és a Dred Scott-döntést védő Mély-Dél kivonult a charlestoni gyűlésről és John C. Breckinridge, a mérsékelt, majdnem whignek számító szenátor jelölése mögé sorakozott. Képviselői közül többen számot vetettek vele, hogy ezzel a republikánusok kezére játszanak és azok győzelme esetén csak a szecesszió marad számukra, amit nyíltan hangoztattak korábban is. A maradók végül a rabszolgaság kérdésében tartózkodó, a népszuverenitás és az Unió fenntartásának elvére helyezkedő Stephen A. Douglast választották jelöltjüknek, aki megpróbálta besöpörni az Unió egységét a republikánusok radikalizmusától féltő északiak szavazatait.

Az 1860-as elnökválasztás eredménye

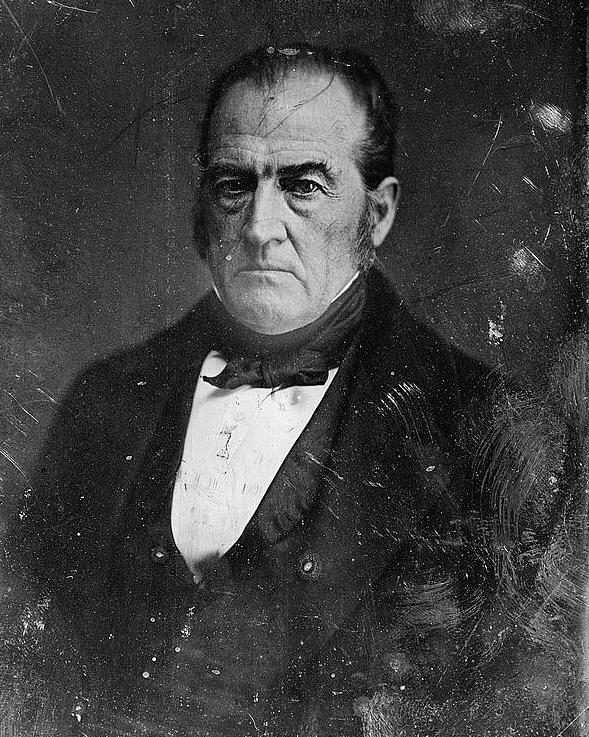
Bell

Emellett a frissen megalakított Alkotmányos Uniópárt is beleszólt a küzdelembe, amelynek John Bell lett a jelöltje. Ezt a pártot John J. Crittenden hozta létre 1859-ben és megpróbálta a Whig és American/Know Nothing pártok választótáborát megcélozni. Szavazóik azok közül kerültek ki, akik elhallgatással le akarták venni a rabszolgaság kérdését a napirendről, mert az Unió létét érezték fenyegetve a kérdés további élezése által. A választáson Északon egyáltalán nem kaptak szavazatokat, viszont az ország középső sávjában erősnek bizonyulva elnyerték három déli határállam, Tennessee, Kentucky és Virginia elektori szavazatait.
A választáson a szavazók 81,2%-a adta le voksát. Ez a USA-ban mért második legmagasabb részvételi arány volt, és jól jellemezte a rendkívül felfokozott hangulatot. Lincoln a voksok 40%-át kapta meg, amivel 180 elektori voksot szerzett, míg ellenfeleinek összesen 123 jutott. A többes Demokrata jelölés kényelmes győzelmet biztosított számára. Ellenfelei azonban még visszalépésekkel sem tudták volna legyőzni az elektorokért folytatott vetélkedésben, amint az előre sejthető volt.

### A választás jelentősége és a beiktatás

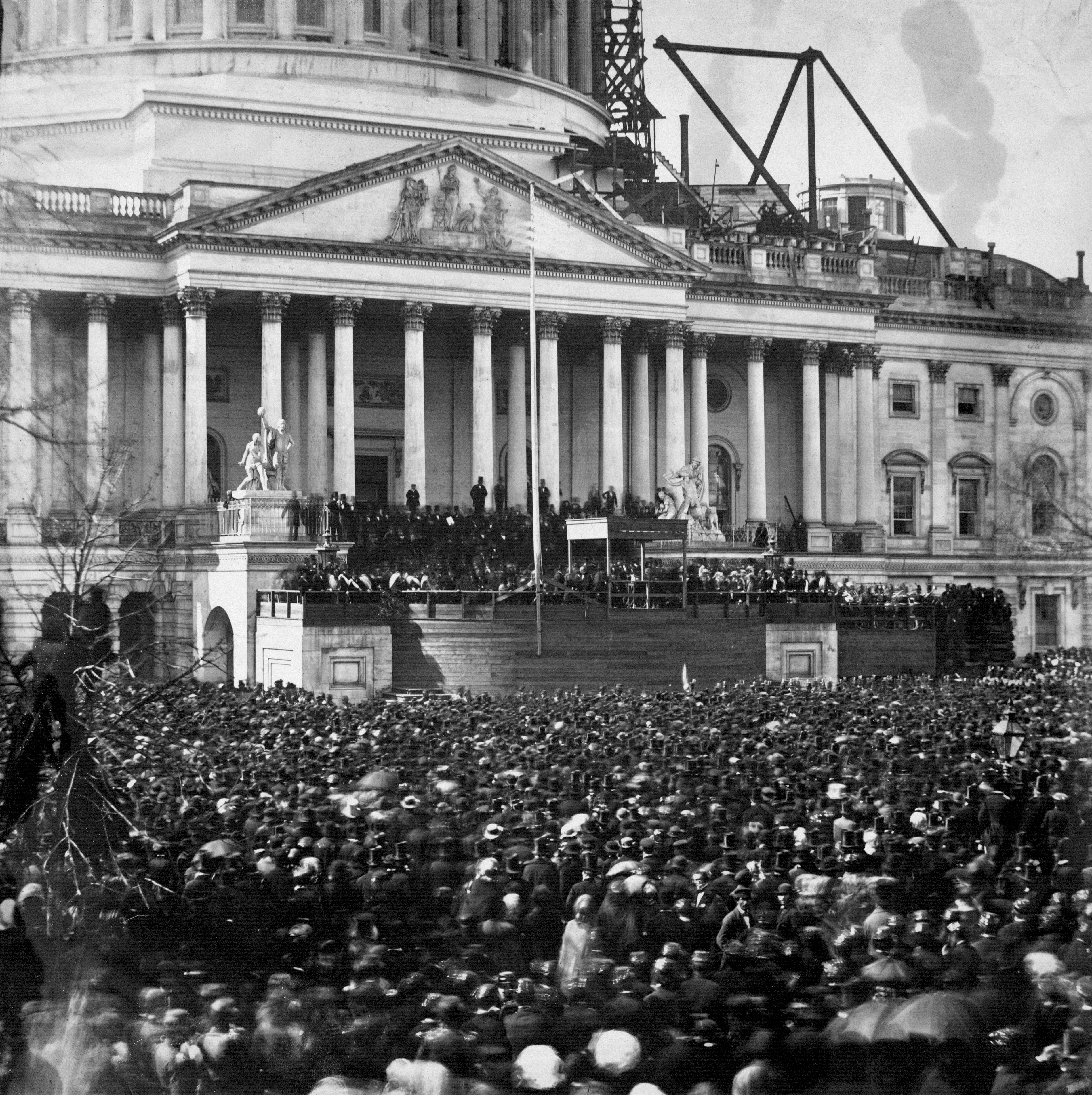
Lincoln beiktatása a Capitoliumon

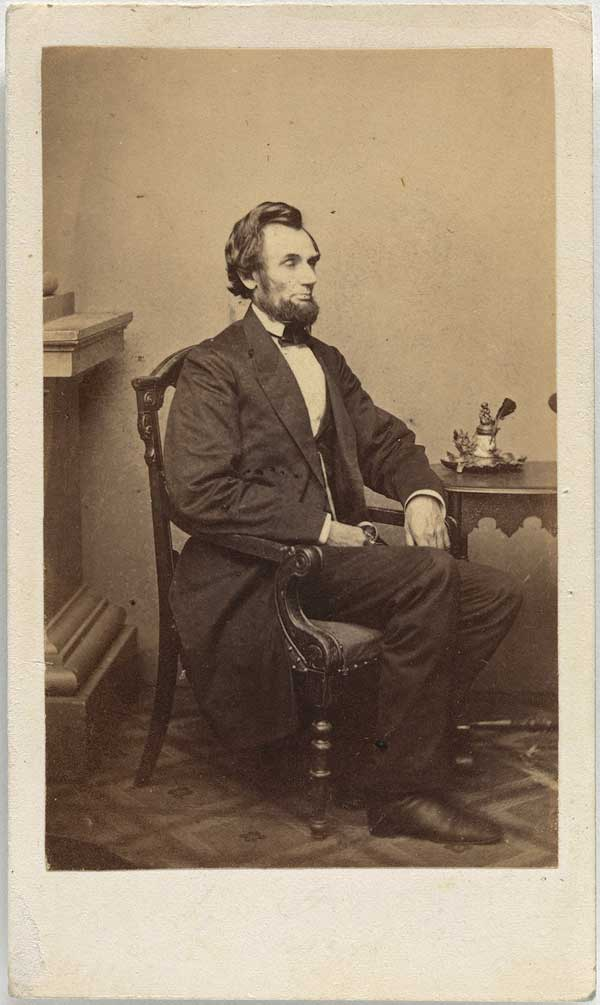
Lincoln Washingtonba érkezve gyorsan megszervezte lefényképezését, hogy a polgárok tudatában rögzüljön kinézete. Ez az első, újonnan növesztett, divatos szakállával ábrázoló kép, melyet széleskörűen publikáltak

A Republikánus Párt még a kampányolással sem fáradt Délen; a republikánusok a jelölt nevére szóló egyedi, jól azonosítható szavazólapok nyomtatásával sem kísérleteztek. Az ilyen szavazólapokat ugyanis a szavazóknak haza kellett vinni, kitölteni, majd elvinni a gyűjtőhelyekre és nyilvánosan bedobni. A republikánusok tartottak tőle, hogy ilyen körülmények között nem akadt volna egyetlen ember sem, aki rájuk szavaz, félve az elítéléstől, netán az erőszaktól. Emiatt a Republikánus Párt nem volt országos szervezet, hiszen semmi köze Délhez, teljes egészében Észak regionális pártja. Bell és Douglas mindketten azzal kampányoltak, hogy a rájuk adott szavazatok megmentik az Unió egységét, míg a Lincolnra adott szavazatok szét fogják azt szakítani. Ezt a vélekedést a republikánusok inkább kampányfogásnak tekintették és ignorálták azokat a katonatiszti véleményeket is, melyek Lincoln hadi készülődésével ijesztgettek. Winfield Scott vezérkari főnök, aki ellenben komolyan vette azt, azt ajánlotta Lincolnnak, hogy beiktatása előtt vegye át a katonai főparancsnokságot.
Andrew Jackson óta minden elnök a népi voksok kisebbségével lett megválasztva, azonban egy sem győzött úgy, hogy a rabszolgatartó államokban nem kapott elektori szavazatokat. A 15 rabszolgatartó állam 996 megyéjéből mindössze kettőben győzött Lincoln, Missouriban. A kizárólagosan északi államok erejére támaszkodó republikánus győzelem nagyon súlyos politikai fenyegetést hordozott magában a Délre nézve. Ez azt jelentette, hogy miután Észak korábban már elnyerte a Szenátus és a Képviselőház irányítását, a Délnek számaránya miatt többet nincs esélye beleszólni az elnökválasztásba se. Ennek egyenes következménye volt a kisebbségbe szorult Déli államok kilépése az Unióból.
Lincoln 1861. március 4-i beiktatási beszéde jól példázza, miként szerette volna a szecesszió felidézésének vádját elhárítani és délieket a rabszolgasággal kapcsolatban megnyugtatni:
|  | „Olybá tűnik, hogy a déli államok népei között az a felfogás alakult ki, miszerint a republikánus Adminisztráció hivatalba lépése békéjüket, személyi és vagyoni biztonságukat fenyegeti. Nincs észszerű ok ilyesmit elhinni. Éppen annak ellenkezőjét bizonyítja számtalan példa, melyeket mindig is nyíltan tártunk az érdeklődés elé. Megtalálhatók majdnem minden nyomtatásban megjelent beszédében annak, aki most hozzátok szól. Mindössze egyet had idézzek ezen beszédek közül, melyben leszögeztem: "Sem közvetve, sem közvetlenül nem áll szándékomban a rabszolgaság intézményébe avatkozni azokban az államokban, ahol az már létezik. Azt gondolom, ehhez nincsen törvény adta jogom és nem is vágyom rá megcselekedni."” |
|  | |

A szóvirágokkal ékesített beszéd kitért az Unió fenntartására is: 
|  | „Elégedetlen honfitársaim, nem tőlem, hanem tőletek függ a polgárháború kérdése... Nem ellenségek, hanem barátok vagyunk. Nem szabad ellenségekké válnunk... Az emlékezet misztikus húrjai, amelyek ott feszülnek a csataterektől és a hazafiak sírjától az élő szívekig, a családi tűzhelyekig érve, behálózva ezt a tágas országot, újult erővel fogják zengeni az Unió kórusát, ha - és én bizton hiszem ezt - a természetünkben lakozó jobb angyalok ismét megérintik azokat!” |
|  | |

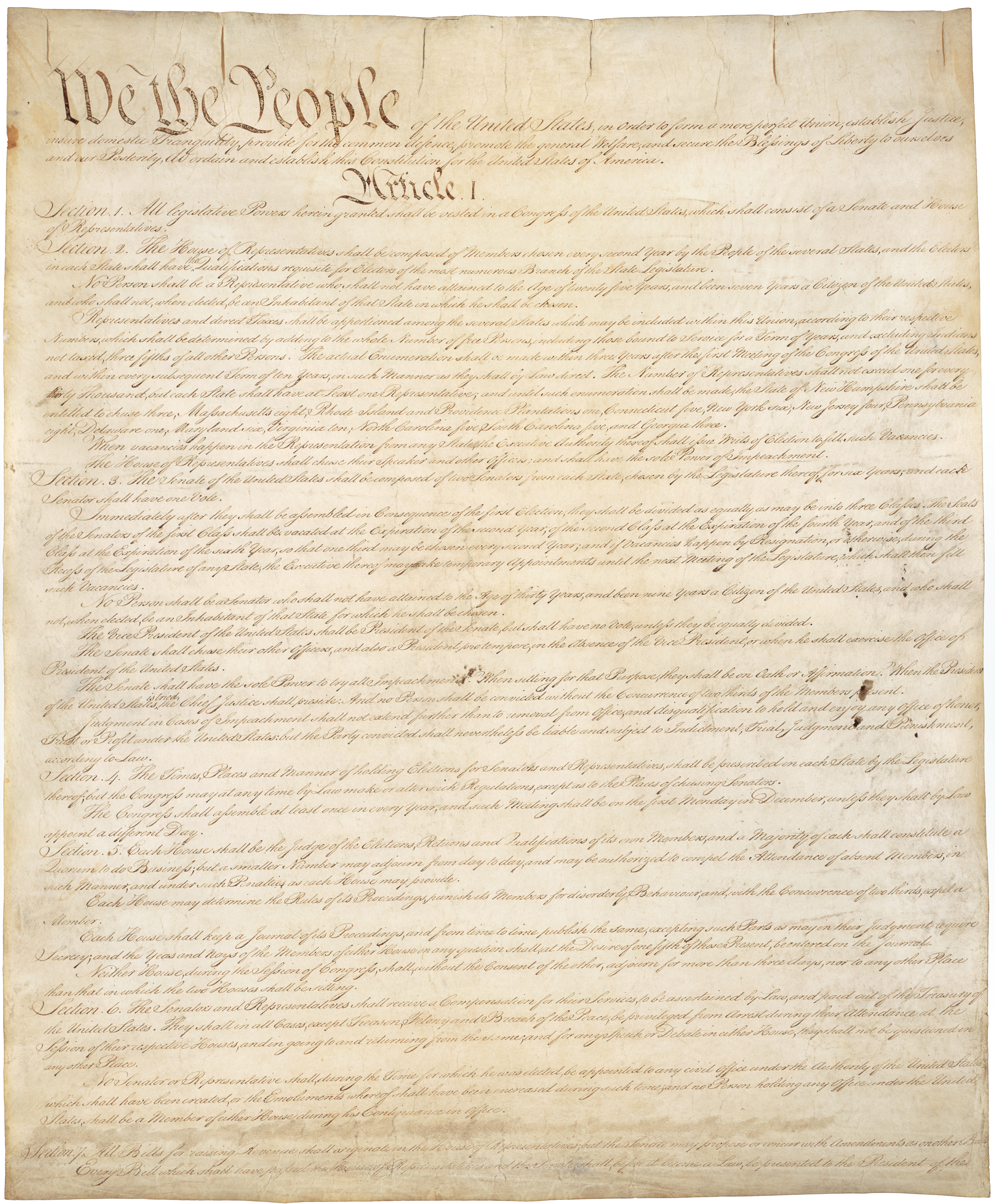
Az eredeti Alkotmány másolata

Ugyanebben a beszédében leszögezte továbbá, hogy értelmezésében az Alkotmány kötelező erejű és felmondhatatlan szerződés, jogi aktus és mindenféle kiválás az Amerikai Egyesült Államokból jogilag semmis, mivel a "szerződés" felmondásához a többi fél (a többi államok) összessége nem adta beleegyezését. Ezt az értelmezést azóta az Egyesült Államok újradefiniálásaként szokás említeni, mivel drasztikusan elveti az ország alapításakor általánosan elfogadott elvet, mely szerint az egyesülést elhatározó államok alakították meg a szövetségi államot (a föderációt) és ezért a szövetségi kormány csak azon jogköröket gyakorolhatja, melyeket explicite rátestáltak, s továbbá ezeket a jogokat nyilvánvalóan vissza is vehetik tőle. Ettől fogva kezdik az Egyesült Államokat igeragozás terén egyes számban említeni (van és nem pedig vannak).
Ezzel kapcsolatban Harry Jaffa, Herman Belz, John Diggins, Vernon Burton és Eric Foner történészek kiemelik Lincoln köztársasági értékfelfogáson végzett változtatásait. Az 1850-es években a politikai közbeszéd az Alkotmány témájában folyt. Lincoln mivel politikai céljai túlmutattak rajta és későbbi lépéseivel az Alkotmányt nyilvánvalóan sutba dobta, kénytelen volt egy másik fajta legitimációt keresni, melyet a függetlenségi nyilatkozatban lelt meg. A függetlenségi nyilatkozatot az amerikai politika morális bázisává léptette elő azzal, hogy "a köztársasági elkötelezettség horgonyának" nevezte. A függetlenségi nyilatkozat ugyanis a szabadságot és az egyenlőséget nagy erkölcsi magaslatról hangsúlyozta. Ezzel szemben az Alkotmányba megírásakor már be kellett építeni az USA születése pillanatában bevett gyakorlatként létező rabszolgatartást. Lincoln és a Republikánus Párt választási és később katonai győzelme ezt az új, a törvényiességet elvető, de erkölcsi megalapozottságot mutató felfogást tette uralkodóvá, amivel hozzájárult az Amerikai Egyesült Államok képének megváltoztatásához.

### Első elnöki terminusa: a szecesszió

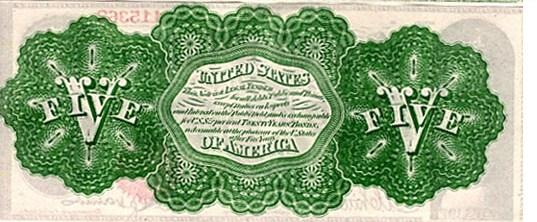
A polgárháború során elsőként kibocsátott papírpénz, az ún. Zöldhasú

Lincoln elnökségének teljes első terminusa a polgárháború kérdésének megoldásával telt. Mire az új elnök egy Baltimore-ban tervezett merénylet miatt szinte titokban megérkezett a fővárosba, hét állam már kilépett az Unióból, s hamarosan megalapította az Amerikai Konföderációs Államokat. Lincoln januárban nem támogatta a Crittenden szenátor nevéhez fűződő Crittenden-kompromisszum tervét, amellyel Missouri déli határától délre szövetségi védelmet ígértek volna a rabszolgaságnak. Ezt, mivel nyugati irányba nyitva hagyta volna a rabszolgaság terjedését, pártja programja nem tette lehetővé számára. Lincoln minden befolyását latba vetette a kompromisszum elutasítása érdekében.
Március elején Washingtonba érkezett a Konföderáció három küldöttje, hogy az elnökkel a békés szétválást letárgyalja. Hajlandóak lettek volna fizetni az elfoglalt szövetségi tulajdonért, átvállalni az elszakadt részekre eső államadósságot és békemegállapodást kötni a két állam között. Lincoln nem volt hajlandó fogadni sem őket, mivel értékelése szerint az a Konföderáció létének elismerését jelentette volna. Seward külügyminiszter ígéreteiben bízva a küldöttek április elejéig maradtak. Április 8-án figyelmeztették Davis elnököt a szállingózó hírekből kihámozható következtetésre, miszerint Lincoln eltökélte a háborút, majd hazatértek.
Lincoln a Dél-Karolina partjainál fekvő Sumter-erődöt és más, szövetségi igazgatás alatt levő, a déli államok területén felállított hadi létesítményeket nem volt hajlandó kiüríttetni, eladni, vagy egyáltalán tárgyalásba bocsátkozni róla. Ennek oka az volt, hogy a korabeli szövetségi költségvetés legnagyobb tételét az ezeken a helyeken beszedett vámok és illetékek képezték és a büdzsé már ekkoriban is óriási deficittel küzdött a január óta elmaradó bevételek miatt. A vámbevételek elmaradása miatt az Adminisztráció 1861 második felében kénytelen lett jövedelemadó kivetésével feltölteni a kincstárt. Lincoln a legnagyobbrészt a déli államok kikötőiben képződő vámbevételekről nem volt hajlandó lemondani és megválasztása után hallgatóság előtt tett ígéretet az északi államok iparát védő protekcionista vámok felemelésére, mely választási programja részét képezte. Ugyanezek a vámok ártottak a déli államok mezőgazdasági kivitelének, ezt azonban Észak érdekében nem volt hajlandó figyelembe venni.

#### A háború kirobbantása

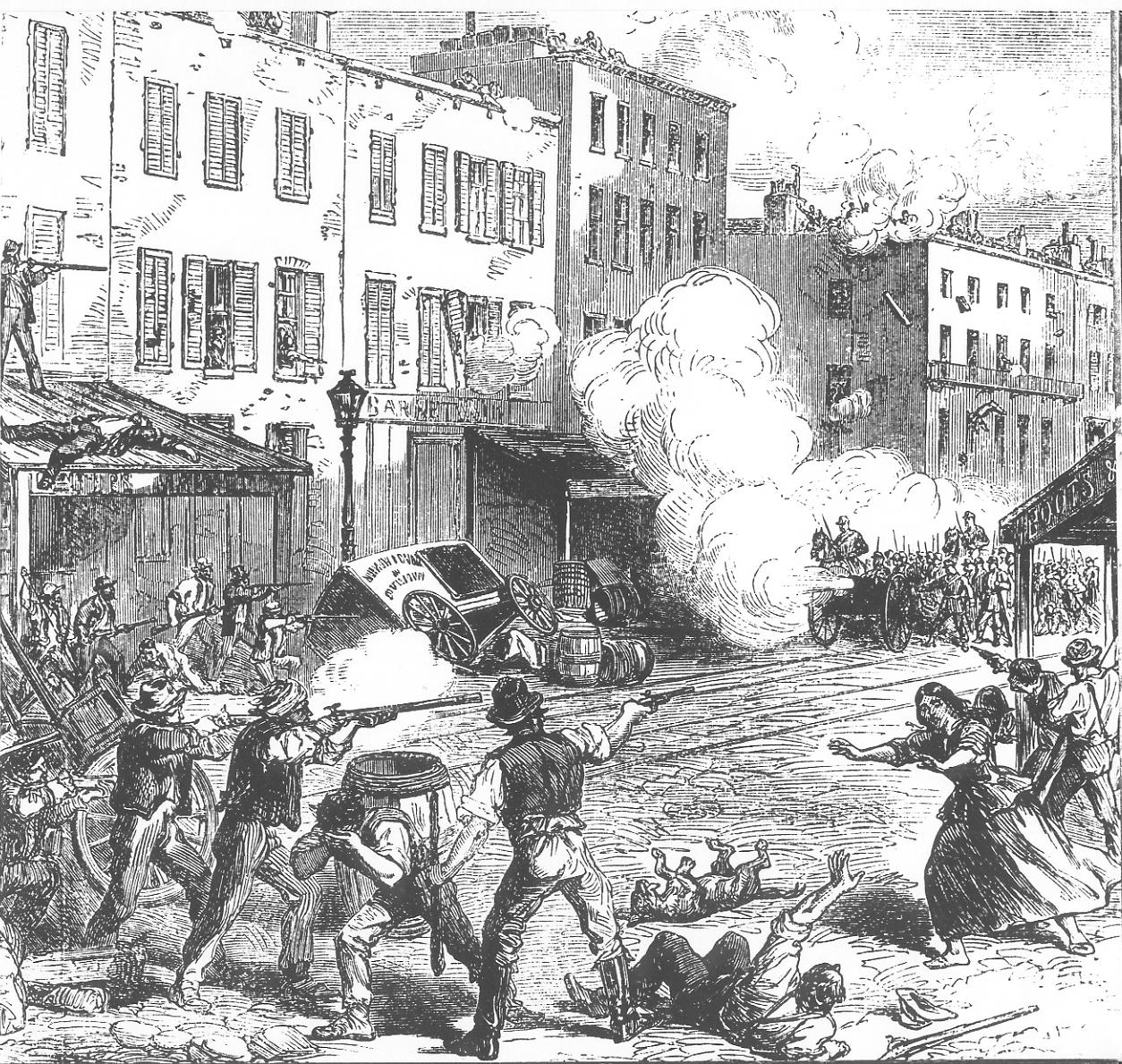
New York-i polgárok harcban a katonasággal

Lincoln április 4-én elrendelte, hogy szállítsanak élelmet a blokád alá vont Sumter-erőd helyőrségnek. Dél-Karolina kormányzóját levélben figyelmeztette, hogy csak élelmiszert fog juttatni az erődbe, további katonákat, fegyvereket, vagy lőszert nem és amennyiben rájuk nem lőnek, úgy békésen fognak viselkedni. 1861. április 12-én, az ellátóhajó érkezése előtt pár órával a parti ütegek tüzet nyitottak az erődre.
Az elnök felhívása, melyben önkénteseket kért a lázadás leverésére hiteltelenítette a korábbi szép szavakat és a legrosszabb zsarnokság rémképét vetette föl sokakban. Emiatt a „Felső-Dél” négy állama, Virginia, Észak-Karolina, Tennessee és Arkansas megtagadta önkéntesek adását a hadműveletekhez, és csatlakozott a Konföderációhoz. Az elnök, az őt támogató kormányzók és egyes csapatparancsnokok katonai intézkedésekkel biztosították a rabszolgatartó Delaware, Maryland, Kentucky, és Missouri Unióban maradását, akárcsak a Virginiából kivált, s 1863-ban önálló állammá váló Nyugat-Virginia átpártolását.
Lincoln világos reálpolitikai érzékkel megakadályozta, hogy a brit-amerikai kapcsolatok elmérgesedjenek, miután egy amerikai hadihajó a nyílt tengeren megállította a Trent nevű angol gőzöst, és foglyul ejtette a Konföderáció Európába utazó diplomatáit. Az Unió érdeke azt kívánta meg, hogy a Konföderáció diplomáciai elismerését megakadályozzák, de az Egyesült Királyság háborúval fenyegette meg az USA-t, amennyiben diplomáciai védelmét élvező személyeket fogva tartanak. „Egyszerre csak egy háborút!”, jelentette ki Lincoln, s szabadon engedte az elfogottakat.

#### A belső ellenállás elfojtása, alkotmányos és demokratikus kérdőjelek

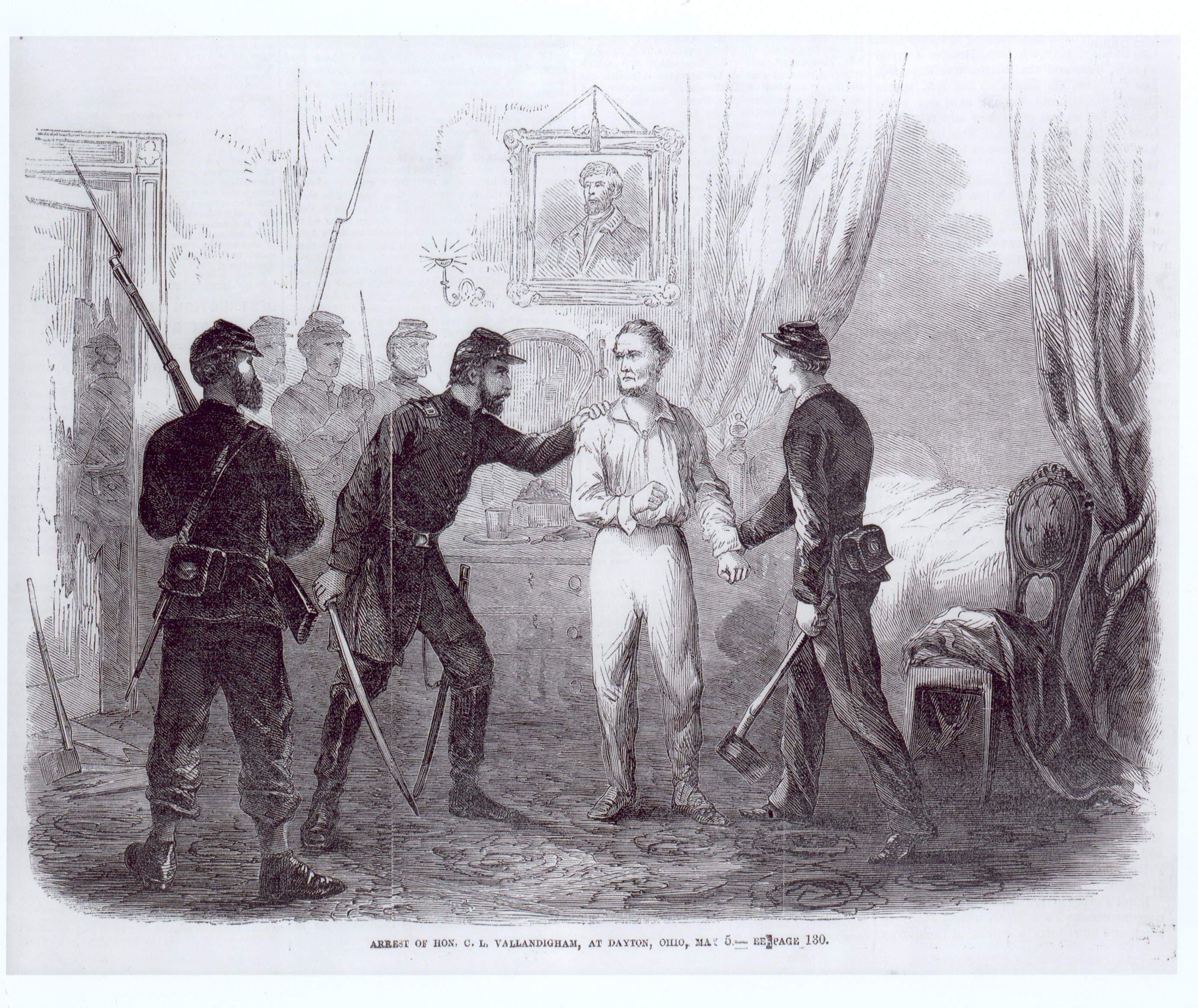
Vallandigham letartóztatása

Lincoln saját feladatának tekintette a háború irányítását, hatáskörét messze túllépve. Főparancsnoki tisztjében ő rendelte el a Konföderáció tengerpartjának blokádját, ő terjesztette ki az önkéntesek szolgálati idejét, és ő növelte meg a hadsereg létszámát, holott mindez a Kongresszus jogköre lett volna. Bevezette az addig ismeretlen sorozás intézményét. A sorozással szemben feltörő ellenállás 1863 júliusában New Yorkban az USA legnagyobb civil felkeléséhez, háromnapos zavargáshoz vezetett, melyet karhatalmi erővel vertek le. Ennek során a katonaság civilek százait lőtte agyon.

A kémek, csempészek és ellenséges agitátorok tevékenységére hivatkozva személyes szabadságjogok egy részét is felfüggesztette. 1861. április 27-én engedélyt adott Winfield Scottnak, a szárazföldi erők főparancsnokának, hogy szükség esetén felfüggesztheti az Alkotmány 4. pontja által rögzített jogot, a Habeas Corpust. A Habeas Corpus megkövetelte, hogy minden gyanúsított letartóztatásához egy, a felek tekintetében semleges bíró engedélyét kell kérni. Ehhez az elnöknek nem volt alkotmányos joga, kizárólag a Kongresszusnak lett volna. Scott pár napon belül szükségesnek találta a felfüggesztést, ezáltal lehetővé tette a tömeges, statáriális letartóztatásokat. Ugyanilyen, maguk által írt felhatalmazásokat alkalmaztak a függetlenségi háború előtt III. György király brit katonái házkutatásaiknál, ami úgy felháborította a patriótákat, hogy a Habeas Corpus jogát beletették az alkotmányba. A tiltakozóknak Lincoln így felelt: 
|  | „Agyon kell hát lövetnem egy egyszerű katonafiút, aki dezertál, és a haja szálát sem görbíthetem meg egy fortélyos agitátornak, aki dezertálásra buzdítja?” |
|  | |

Katonák saját hatáskörben intézkedve tartóztattak le olyan háborúellenes szónokokat, mint például a békepárti demokraták vezetője, Clement L. Vallandigham kongresszusi képviselő. Vallandighamet kitoloncolták az országból, abba a Konföderációba, amelynek elszakadását ellenezte. Vallandigham végül Kanadában nyert menedéket, ahol meglátogatták barátai és meggyőzték, hogy száműzetésből induljon a szenátusi választáson.

A másik nagy botrány az 1861. május 25-én letartóztatott marylandi John Merryman miatt robbant ki. Merrymant szintén a Habeas Corpus felfüggesztése mellett tartóztatták le, amit Roger B. Taney, a Legfelsőbb Bíróság elnöke az Ex Parte Merryman precedensértékű perben alkotmányellenesnek ítélt. A McHenry-erődben fogva tartott Merrymant emiatt szabadon kellett volna bocsátani. George Cadwalader tábornok, az erőd parancsnoka azonban Lincoln közvetlen utasítására figyelmen kívül hagyta az ítéletet. Taney beidézte Cadwaladert a bíróság elé, azonban az idézést kézbesítő marsallt egyszerűen nem engedték be az erődbe. Taney ekkor Lincolnnak küldött memorandumot, miszerint az elnöknek sem joga nincs a Habeas Corpus felfüggesztéséhez, sem engedélyt nem adhat katonai személynek annak felfüggesztésére, mert az kizárólag a Kongresszus joga. Lincoln ezt is figyelmen kívül hagyta. Ezzel a végrehajtó hatalom jelzésértékűen félresöpörte mind a törvényhozói, mind a bírói ág ellenvetéseit, vagyis a demokrácia egyik alapelve, a hatalmi ágak szétválasztása ettől fogva nem működött. Ez alapot szolgáltat arra, hogy megkérdőjelezzék Lincoln vajon demokratikus eszközökkel gyakorolta-e hatalmát, avagy diktátornak tekinthető. Az alkotmányos aggályok kérdésével kapcsolatban Lincoln 1861. július 4-i kongresszusi beszédében azt a szónoki kérdést tette föl, miszerint: 
|  | „Egy kivételével minden törvény végrehajtatlan maradjék és a kormány darabokra essék-e azért, hogy az az egy törvény megszegetlen maradjon?” |
|  | |

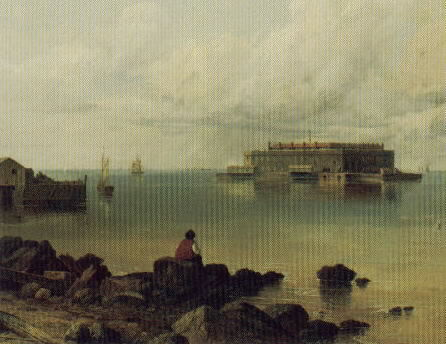
A Lafayette-erőd, az "Amerikai Bastille"

Ennek ellenére a Kongresszus nem szavazta meg az által kívánt felfüggesztést és több bíróság is Taney ítéletének figyelembe vételével hozta döntéseit. 1862. február 14-én, mikor politikai aktivitással a már folyó háború kitörését megakadályozni nem tudták, Lincoln rendeletére szabadon eresztették majdnem az összes politikai foglyot. A sorozással szemben kibontakozó ellenállás miatt azonban Lincoln hat hónappal később megint elrendelte a Habeas Corpus felfüggesztését, ezúttal az egész országra kiterjedő érvénnyel.
A karhatalom körülbelül 14 000-38 000 civilt, újságírót, közéleti személyiséget tartóztatott le, akik minden bűne annyi volt, hogy ellenezték a testvérháborút. Ezeket a letartóztatásokat jórészt a Seward irányította titkosrendőrség foganatosította, gyakran agent provocateuri módszerekkel. A lefogottak hónapokig ültek teljes létbizonytalanságban olyan börtönökben, mint a New York kikötőjében épült Lafayette-erőd, melyet a politikai foglyok az Amerikai Bastille néven emlegettek. A Konföderációtól elhódított területeken letartóztatottak jelentős részét hűségeskü kicsikarása után viszonylagosan rövid időn belül szabadlábra helyezték.
A sajtószabadságot illetően a szövetségi kormány cenzúrája 300 sajtótermék (javarészt napilap) megjelenését akadályozta meg direkt betiltással, vagy az állami monopóliumot képező postai terjesztés megtagadásával.

#### Belpolitikai intézkedések
Az 1862-es minnesotai sziú felkelés után a katonai bíróság 303 elfogott indiánt gyilkosság és nemi erőszak vádjával halálra ítélt. Az eljárás pár esetben öt perc alatt zajlott le. Az indiánoknak senki nem magyarázott semmit, és nem kaptak jogi képviseletet sem. Lincoln ezek közül 265-nek megkegyelmezett, minden kegyelmi döntéséhez saját kezűleg írt indoklást fűzött és végül mindössze 39 kivégzési döntést hagyott jóvá. Ez nem volt népszerű döntés. Morton S. Wilkinson minnesotai szenátor figyelmeztette, hogy a helyi fehér népesség kemény fellépést akar. 1864-ben az elnökválasztás előtt Alexander Ramsey szenátor tudtára adta, hogy a több kivégzés nagyobb elektori támogatottságot fog hozni a republikánus párt számára. Lincoln így válaszolt: 
|  | „Nem áll módomban embereket szavazatszerzés céljából felakasztatni.” |
|  |                                                                      |

A déliek távozása után a kongresszus mindkét házában republikánus többség jött létre, s ez lehetővé tette több, régóta követelt törvény elfogadását, amit eddig a déliek meg tudtak akadályozni. A Morrill-féle (1861), majd a későbbi (1862, 1864) vámtörvények az ipar védelmében példátlan módon megemelték a vámokat. A telepestörvénnyel (Homestead Act, 1862) lehetővé tették, hogy minden farmer jelképes összeg fejében birtokba vehessen 160 acre (kb. 65 hektár) nyugati földet. A Morrill-féle földadományozási törvény földeket juttatott az egyes államoknak mezőgazdasági és ipari iskolák létesítésére, és törvényt hoztak az első transzkontinentális vasútvonal megépítéséről is (1862). Átalakították az adórendszert, létrehozták a nemzeti bankrendszert, és nemzeti papírpénzt adtak ki (1863). A háború jórészt a Konföderáció területein folyt, ezért Észak és Nyugat fejlődése folytatódhatott: Nevada 1864-ben államként csatlakozhatott az Unióhoz.

#### Az Emancipációs kiáltvány

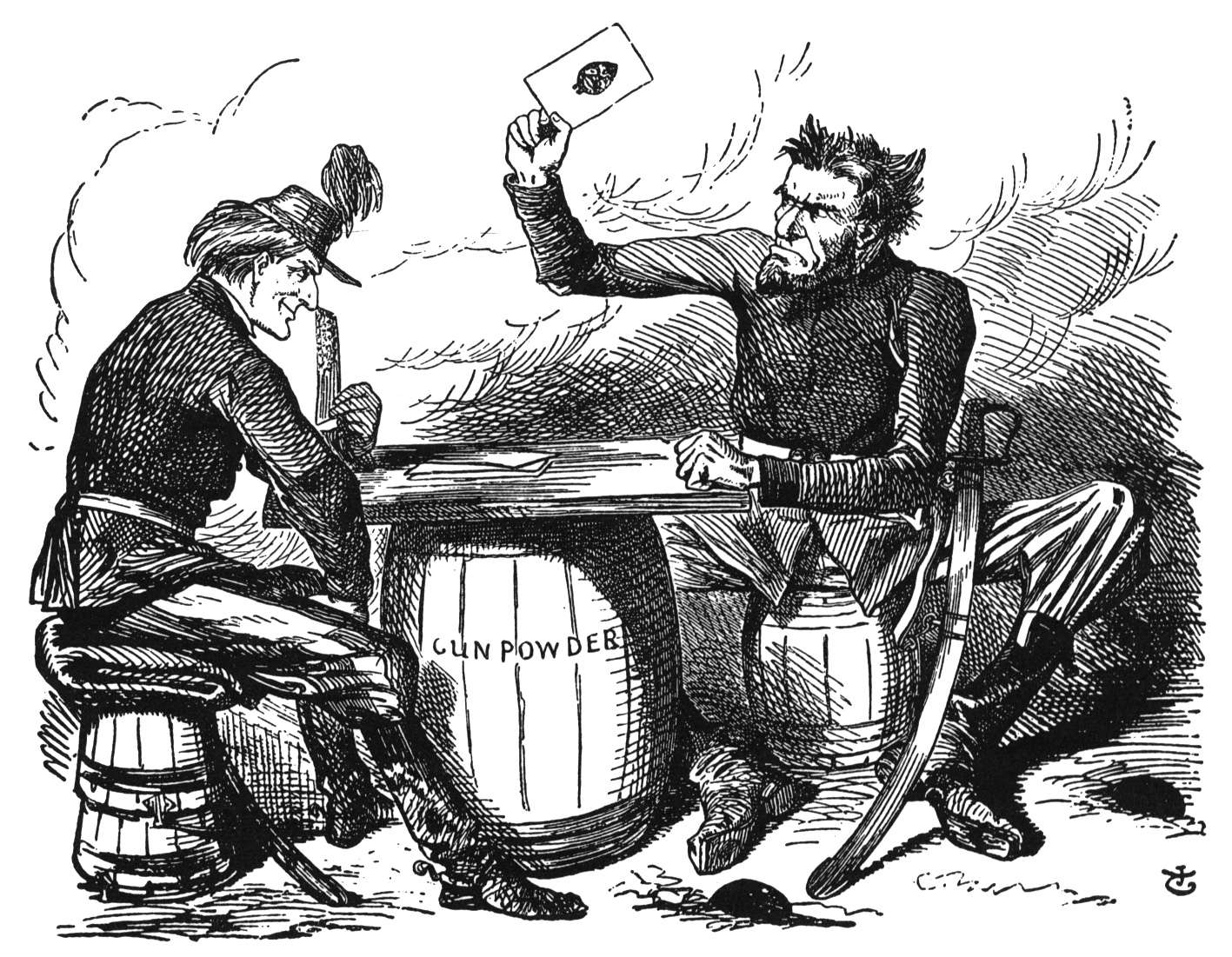
"Abe Lincoln végső ütőkártyája; avagy Rouge-et-Noir"; Punch, brit szatirikus hetilap, 1862. október 18., 161. oldal. John Tenniel karikatúrája azután jelent meg, hogy a Times cikke szerint Lincoln elkeseredésében kijátszotta utolsó ászát

Az óvatos Lincoln a republikánusok szemében túlságosan passzívnak, a „rézfejű” demokraták szemében azonban túlságosan radikálisnak tűnt. Emberségét és becsületességét elismerték, de nem tartották nagy politikusnak. A szecesszió után a felháborodott abolicionisták, mint például Horace Greeley követelték, hogy az elnök számolja fel a rabszolgaság intézményét. Lincoln kénytelen volt nyilvános levelekben megindokolni politikai intézkedéseit. Sokáig azt hangoztatta, hogy a háború célja az Unió helyreállítására korlátozódik, s állami kárpótlást ígért azoknak a rabszolgatartó északi vagy déli államoknak, amelyek törvényt hoztak a rabszolgaság fokozatos felszámolásáról. Greeleynek is ebben az értelemben válaszolt: 
|  | „Legfőbb célom, hogy küzdelmünkkel az Unió egységét megőrizzem, nem pedig hogy a rabszolgaságot eltöröljem, vagy fönntartsam. Ha megmenthetném az Uniót egyetlen rabszolga felszabadítása nélkül, megtenném, és ha megmenthetném minden egyes rabszolga felszabadítása által, azt is megtenném; ha pedig megmenthetném azt egyeseket felszabadítva, de másokat békén hagyva, akkor azt is megcselekedném. Mindent, mit a színes bőrűek és a rabszolgaság ügyében teszek azért művelem, mert hiszem, hogy hozzájárul az Unió megmentéséhez; és minden, aminek megcselekvésétől tartózkodom, azért hanyagoltatik megtenni, mert nem hiszem, hogy az is az Unió megmentését szolgálná.” |
|  | |

Ennek papírra vetése idején Lincoln már megalkotta az Emancipációs kiáltvány első vázlatát.
Röviddel a háború kezdete után már látszott, hogy nem arról a 90 napos rövid rendcsinálásról lesz szó, amiben Északon és Délen a véleményformálók gondolkodtak; a háború kezdett ijesztő méreteket ölteni felemésztett anyagi javakban és elpocsékolt emberi életekben egyaránt. Lincoln kétségbeesett a háború mérete, annak rá és képviselt politikájára nézve kedvezőtlen kimenetele, fogyatkozó támogatása miatt, és taktikát akart változtatni. A háború terheit könnyítendő tönkre akarta tenni a Konföderáció működésének alapját, a rabszolgaságot. Az elképzelés két dologra nyújtott reményt. Egyrészt azt szerette volna, ha a déli rabszolgák tömegesen északra szöknek, másrészt az is kedvező lehetőségnek tűnt, hogy az északi hadseregek előrenyomulása irányában rabszolgafelkelések bontakoznak ki. Az eljárást korábban, az amerikai függetlenségi háborúban a britek sikerrel alkalmazták: a rabszolgafelszabadítás fegyverét a patrióták ellen fordítva tízezrével szabadították föl, majd evakuálták a hozzájuk menekült színes bőrűeket Kanadába, a karib-tengeri szigetekre és Nagy-Britanniába. Az 1862 július vége felé kidolgozott Emancipációs kiáltvány kihirdetését Seward javaslatára a katonai vereségek ideje utánra halasztották, nehogy a hazai és a külföldi közvélemény kétségbeesés szülte aktusnak tartsa. Az eldöntetlenül végződő antietami csata után pár napig még kivártak. Mikor világos lett, hogy Lee visszavonul, s ezáltal az ütközetet valamilyen mértékben győzelemként lehet felfogni, 1862. szeptember 22-én kihirdették a nyilatkozatot.
Lincoln elnöki rendeletében felszabadítottnak nyilvánította az összes olyan rabszolgát, melyek 1863. január 1-jén a lázadásban részt vevő államok (értsd: a Konföderáció) területén éltek. Lincoln rengetegszer idézett mondata szerint nagyon elégedett volt rendeletével: „Egész életemben sohasem voltam biztosabb abban, hogy jó dolgot cselekszem, mint amikor aláírtam ezt az iratot!” Azonban sem az utókor, sem a kortársak nem fogadták osztatlan örömmel. A kiáltvány abszurd módon "felszabadította" az összes rabszolgát, aki fölött az Unió nem rendelkezett, ellentétben azokkal, akik fölött viszont nagyon is rendelkezett. Védelmezői rámutatnak, hogy 1863. január 1-jén egycsapásra 20–50 ezer főnyi színesbőrű szabadult fel a Konföderációtól elfoglalt területeken.
Az Emancipációs kiáltvány ismét Lincoln éles reálpolitikai érzékére vallott: a kormányzat nem merte a már pacifikált határállamok ellenállását felszítani azzal, hogy rájuk is vonatkoztatja a rabszolgafelszabadítást, de fegyverként a Dél ellen szegezve mégis olyan iránymutató lépést tett, amellyel radikális támogatóit ideiglenesen kielégítette. Megjegyzendő azonban, hogy egy, a Nyilatkozat szelleméhez hasonló kezdeményezést Lincoln egy évvel korábban már elgáncsolt. 1861 késő augusztusában John C. Frémont unionista tábornok, Lincoln politikai ellenfele, az 1856-os republikánus elnökjelölt és radikális abolicionista Missouriban statáriumot hirdetett, mely alapján minden fegyveres polgárt haditörvényszék elé állíthattak és kivégezhettek, valamint a lázadást segítők rabszolgái fel lettek volna szabadítva. Lincoln felülbírálta Frémont proklamációját, miután azt pártpolitikai indíttatásúnak, katonainak szükségtelennek és törvényileg alátámasztatlannak nevezte. Csakhogy 1861. augusztus 6-án Lincoln maga írta alá a konfiskációs törvényt, ami pontosan a Konföderáció harcának támogatására használt rabszolgák elkobozásáról és felszabadításáról rendelkezett..

#### Toborzás a néger lakosság körében
Az Emancipációs kiáltvány után a felszabadított rabszolgák katonaként való alkalmazása logikusan következő lépés volt, csakhogy Lincoln vonakodott a gondolattól. 1862 folyamán azonban fokozatosan belátta, hogy korábbi elképzelése, miszerint a néger lakosságot kivándorlásra, kolonizációs vállalkozásra bírja pl. Libériában, a feketék vonakodása miatt nem fog megvalósulni. Ehhez hozzájárult, hogy a Kongresszus óhajával állandóan szembe kellett szegülnie a toborzás megakadályozása végett. 1863 tavaszán végül megváltoztatta álláspontját a "négerek körében végzett széles körű toborzás" kapcsán. Andrew Johnson tennessee-i katonai kormányzónak (későbbi alelnökének) írt levelében már szorgalmazta, hogy szolgáljon példaként ez ügyben, mert erősen túlzó sorai szerint: "A Mississippi partjain végigmasírozó 50 000 felfegyverzett és kiképzett fekete katona puszta látványától is véget érne a lázadás egyszer s mindenkorra". 1863 vége előtt Lincoln utasítására Lorenzo Thomas dandártábornok 20 ezrednyi feketét toborzott a Mississippi völgyében. Frederick Douglass, az első fekete értelmiségiek egyike Lincolnról szóló megjegyzése szerint: "társaságában soha nem éreztem emlékeztetve magam szerény származásomra, népszerűtlen bőrszínemre". Ennek ellenére az Unió fekete bőrű katonáinak zsoldja fele volt fehér bőrű bajtársaikéhoz képest.

#### A 13. Alkotmánykiegészítés
Az Emancipációs kiáltvány hatályba lépése után Lincoln a kongresszusra akarta testálni a teljes rabszolgafelszabadítás ügyét. A rabszolgatartás alkotmányos védelmet élvezett, az Alkotmány megváltoztatása pedig a képviselőház és/vagy a szenátus hatásköre volt, de a hatáskör túllépése korábban már több kérdésben nem zavarta az elnököt. Nyilvánvalóan problémás volt a teljes felszabadítás politikai „eladhatósága”, mivel azt csak a szavazók törpe minoritása követelte hangosan. Ezért Lincoln a képviselőkre való nyomásgyakorlásra szorítkozott, az Alkotmány olyan értelmű kiegészítése érdekében, mely „teljes egészében elfojtaná a dolgot” (a rabszolgaságot) az USA teljes területén. 1863 decemberére került a Kongresszus elé a tervezet és hosszas húzódozás után, 1864 júniusában nem kapta meg a szükséges kétharmados támogatást.
A tervezet később beépült a republikánus választási programba. Az 1864 őszi hadi sikerek miatt egyszeriben lefutottá váló elnökválasztás óriási többséget biztosított a képviselőházban Lincoln pártjának. Ezt kihasználva 1865 januárjában újra beterjesztették a tervezetet. 1865. január 31-én Képviselőház kínkeservesen, 119:56 arányban, vagyis mindössze két szavazattal a kétharmados arány fölött megszavazta és az államok elé került ratifikációra A ratifikálás után a 13. Alkotmánykiegészítés 1865. december 6-án lépett életbe. Lincoln ugyan már nem érte meg az életbelépést, de a 13. alkotmánykiegészítés minden hányattatása, kallódása és végső elfogadása egyértelműen az ő politikai szándékait tükrözte.

#### Háborús intézkedések
A háború első két évében katonai sikerekre nem került sor, csak az államadósság és az adók növekedtek. Ez annak a veszélyét idézte fel, hogy a republikánus háborús politika teljes népszerűségvesztésbe torkollik. Emiatt Lincoln gyakran volt elégedetlen tábornokaival, holott a népszerűségvesztésért saját maga és pártja rossz helyzetfelmérése volt a felelős. 1862 márciusában leváltotta George B. McClellant a szárazföldi erők általános parancsnoki posztjáról, majd az elnök határozott paranccsal kényszerítette támadásra az utódot. Miután 1862 novemberében a túl sokat tétovázónak és késlekedőnek ítélt McClellant leváltotta a Potomac hadsereg éléről is, igen hosszan, sorozatos személycserékkel kereste azt a katonatisztet, aki aktív és határozott hadműveleteivel elnyeri rokonszenvét. Lincoln nem ismerte fel, hogy tábornokai kudarcának és félsikereinek oka, hogy az Unió nem rendelkezett döntő fölénnyel, nem pedig szakértelmi hiány.
Az Unió hadseregei csak 1863-ban értek el jelentősebb eredményeket és ezekkel a győzelmekkel biztosították, hogy az európai nagyhatalmak nem ismerték el önálló államnak a Konföderációt. A gettysburgi csatában (1863. július 1-3.) sikerült súlyos csapást mérni a déli Lee tábornok Pennsylvaniáig hatoló hadseregére. Lincoln a katonák temetőjének felavatásakor, 1863. november 19-én mondta el híres gettysburgi beszédét, amelyben megfogalmazta, hogy nemcsak az alkotmányos szabadságért, hanem az emberi egyenlőséget képviselő rendszerért folytatja a polgárháborút:

„Nyolcvanhét évvel ezelőtt atyáink új nemzetet hoztak létre e kontinensen, amely a szabadságban fogant, és ama elvnek szenteltetett, hogy minden ember egyenlő. Most nagy polgárháborút vívunk, amelyben eldől majd, hogy sokáig fennmaradhat-e a nemzet, és bármely más, hasonló módon létrejött és ilyen elveket valló nemzet... Magunkat kell itt ama nagy feladatnak szentelnünk, amely előttünk áll, e dicső halottak példája növelje meg ragaszkodásunkat azon ügyhöz, amelyért ők mindent feláldoztak, határozzuk el ünnepélyesen, hogy nem haltak meg hiába, hogy e nemzet Isten segedelmével újjá fog születni a szabadságban, s hogy a nép kormányzata, a nép által és népért létrejött kormányzat nem fog eltűnni a Föld színéről.”

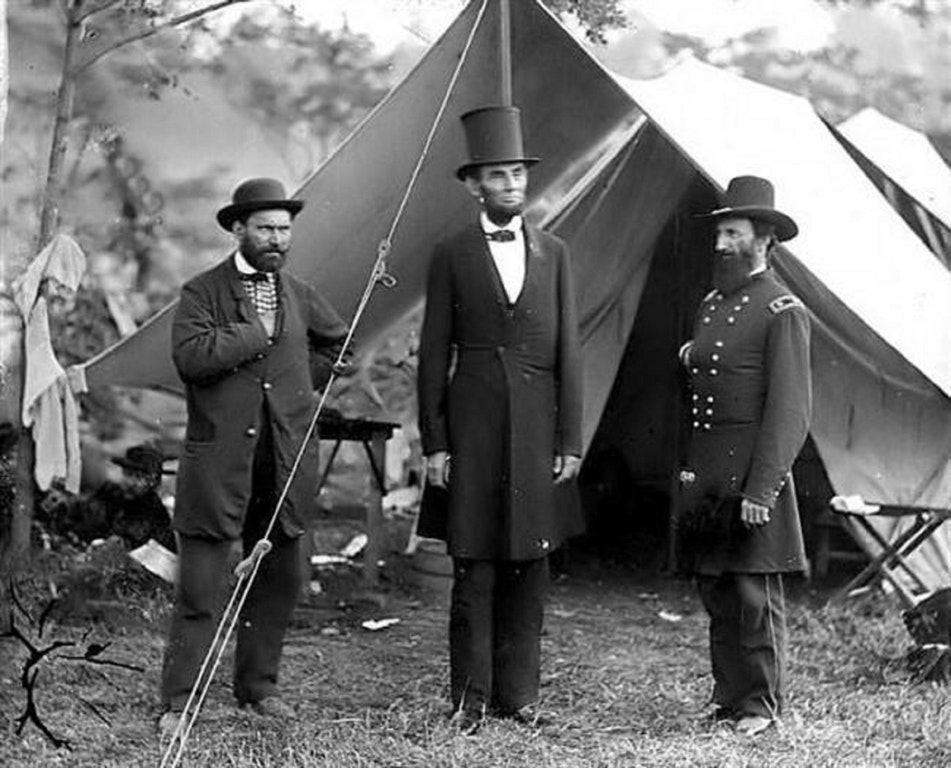
Lincoln Allan Pinkerton és John Alexander McClernand vezérőrnagy kíséretében

Miután Grant tábornok Vicksburg elfoglalásával a Mississippi utolsó déli kézen lévő erődjét is az Unió kezére juttatta (1863. július 4.) majd Chattanooga felmentésével (november 23-25.) megnyitotta a hadsereg útját Georgia fővárosa felé, Lincoln megtalálta személyében azt a főtisztet, akit évek óta keresett, és 1864 márciusában az Unió hadseregének főparancsnokának nevezte ki. Lincoln ekkor már kialakította elképzeléseit a déli államok rekonstrukciójáról: a Konföderáció főtisztviselőinek kivételével minden lázadónak kegyelmet akart adni, a rabszolgáktól eltekintve tulajdonuktól sem kívánta megfosztani őket, s azt tervezte hogy amikor az 1860-ban szavazati joggal rendelkező állampolgárok (vagyis a fehér férfiak) 10%-a hűségesküt tesz az Uniónak, államuk visszakapja önkormányzatát. Ezzel a programmal meg tudta szerezni mind a demokraták, mind a radikális és konzervatív politikusok támogatását.
Lincoln felhatalmazást adott Ulysses S. Grant és beosztott parancsnokai számára, hogy lerombolja a Konföderáció infrastruktúráját, vagyis elpusztítson ültetvényeket, vasutakat, hidakat annak érdekében, hogy a Dél harci elszántságát és gazdasági teljesítőképességét megtörje. Ez a civil tulajdon ellen forduló hadviselés általában "totális háború", vagy "felperzselt föld taktikája" kifejezés alatt található meg a témában. A civil lakosság, vagyis a nem hadviselő populáció elleni kegyetlenkedés, úgy mint házaik, ingóságuk megsemmisítése, vagy elrablása, élelmiszerkészletük megsemmisítése, jószágállományuk elpusztítása, az emberek lakóhelyükről való elűzése olyan kegyetlen hadviselést jelentett, amelyet B. H. Liddell Hart brit hadtörténész szerint évszázadok óta nem gyakoroltak a fejlett világban, és áthágta a hadviselés civilizáltságát biztosító íratlan szokásokat. Neeley ezzel szemben megállapítja, hogy mivel Lincoln és parancsnokai katonai célja továbbra is a Konföderáció hadseregének megsemmisítése maradt, ezért nem található a 2. világháborúhoz hasonló, civileket irtó totális háborút célzó erőfeszítés.

### Az 1864-es elnökválasztási kampány

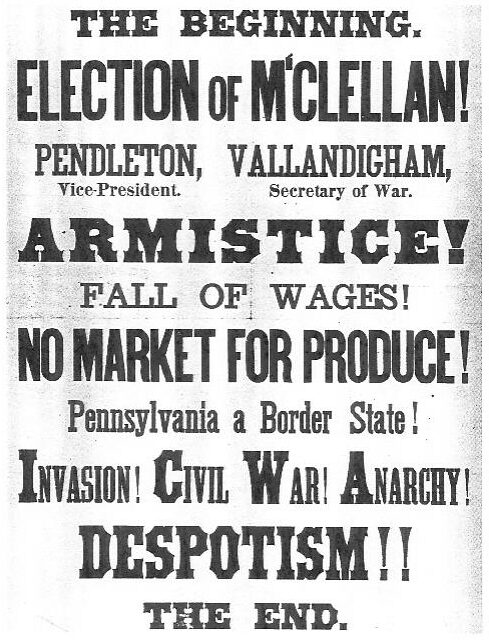
McClellan megválasztásának következményeivel riogató demokrataellenes kampányplakát

Az 1864-es elnökválasztásnak a Demokrata Párt megint megosztottan vágott neki. A békegalambok, akiket Rézfejűeknek is neveztek egy amerikai csörgőkígyófajta után a háború kárhoztatásának álláspontjára helyezkedtek, hibának nevezve azt. Érdekes módon George B. McClellant, volt hadseregfőparancsnokot indították jelöltként, aki háborúpárti volt. Az Andrew Johnson és Edwin M. Stanton nevével jellemezhető háborúpárti demokraták viszont Nemzeti Unió Párt néven a republikánusokkal egyesülve Lincolnt jelölték, azzal a jelszóval, hogy a „Folyón való átkelés közben nem váltunk lovat!”. A radikális republikánusok John C. Frémont volt kaliforniai szenátort indították jelöltként. Velük szemben a négerek alkotmányos eszközökkel való egyenlősítését Lincoln és választói nem merték támogatni. A program végrehajtása érdekében azonban előbb meg kellett nyerni az 1864-es elnökválasztást.
Grant véres, döntést nem hozó tavaszi hadjárata súlyos teherként nehezedett az elnök újraválasztási esélyeire. A katonai győzelmek nem akartak érkezni, a háború vége nem látszott, ellenben az északi veszteségek gyötrelmesen nagyok voltak. A Republikánus Párt országszerte attól tartott, hogy Lincolnt legyőzik a Demokraták és azonnali fegyverszünetet követően véget vetnek a rendkívül véres háborúnak. Frémont ezért attól való félelmében, hogy a megosztott republikánusok végül a demokratákat segítik hatalomra, visszalépett a megmérettetéstől.

Lincoln hallani sem akart arról, hogy a választást a háborúra való tekintettel elhalasszák: „Választások nélkül nem lehet szabad kormányzatunk!” Győzelme érdekében nem volt hajlandó meggyorsítani az őt támogató Colorado és Nebraska állammá nyilvánítását. Ehelyett írásban rögzíttette, hogy még veresége esetén sem adja át helyét a Fehér Házban, amíg a Konföderációt le nem győzik. A várható demokrata győzelem esetén a demokrácia intézményét Lincoln fel akarta függeszteni a polgárháború befejezéséig, az új elnök beiktatását egyszerűen bizonytalan időre halasztva. 
|  | „Ma reggel, ahogy a korábbi napokban is, egyre valószínűbbnek látszik, hogy a jelen Adminisztrációt nem fogják újraválasztani. Ebben az esetben kötelességem lesz az újonnan megválasztott elnökkel olyan módon együttműködni, hogy az Unió megmentessék a választás és a beiktatás közötti időszak folyamán; mivelhogy választási győzelmét olyan alapon érte el, mellyel annak megmentése lehetetlenné válik.” |
|  | – |

Lincoln nem ismertette fogadalmát, hanem lepecsételt borítékban helyezte el. A választás eredményét végül kedvezően befolyásolta a Nemzeti Unió Párt számára, hogy Sherman tábornok szeptember 4-én megüzente: elfoglalta Atlantát, Georgia fővárosát, az Unió flottája pedig megszállta a Konföderáció utolsó kikötőit is. Nyilvánvalóvá lett, hogy a Dél kitartása végére érkezett, a háborút hamarosan meg fogják nyerni, s ez egy csapásra megváltoztatta a közhangulatot.

Lincoln földcsuszamlásszerű győzelmet aratott, három híján minden állam elektorait begyűjtve. A választást az Unió által már elfoglalt Tennesseben és Louisianában is megtartották, de elektorokat nem küldhettek. Sajátos módon Tennesseeben és Louisianában szintén Lincoln győzött. 1865. március 4-én másodszor is beiktatták, ezzel Andrew Jackson óta Lincolnt választották elsőként újra. Beiktatási beszédében a demokraták győzelme esetére tervezett lépéseit elhallgatva kijelentette: 
|  | „Ezzel bebizonyosodott, hogy a nép kormánya fenn tudja tartani a választást egy nagy polgárháború közepette is. A világ idáig nem tudhatta, hogy ilyesmi lehetséges.” |
|  | |

### Második elnöki terminusa: a rekonstrukció
Év végi üzenetében támogatást kért a rabszolgaságot eltörlő, XIII. alkotmánykiegészítéshez, amelyre a kongresszus 1865. február 1-jén tett javaslatot, s ez év decemberében lépett életbe. Lincoln ezt már nem érhette meg. Újraválasztásával megsokasodtak az erőszakos déli tervek, s merényletkísérletekre is sor került. Élete utolsó hetei örömteliek voltak: április 4-én ellátogathatott a Konföderáció elfoglalt fővárosába, Richmondba, ahol a volt rabszolgák megható ünneplésben részesítették, s öt nap múlva megtudta, hogy Lee tábornok Appomatoxnál letette a fegyvert. A meghódított államok újraintegrálását a megbékélés eszközével kívánta elérni, s ezt mondta a főparancsnokoknak: 
|  | „Hagyják, hogy megadják magukat és hazatérjenek otthonaikba, csak fegyvert ne fogjanak újra. Hadd menjenek valamennyien, a tisztek és a többiek is, én csak engedelmességet akarok, nem további vérontást... Senkit sem akarok megbüntetni, bánjanak velük minden szempontból liberálisan. Mi csak azt kívánjuk, hogy ezek az emberek újból az Unióhoz kötődjenek, és alávessék magukat törvényeinek.” |
|  | |

A háború befejezését követő rendezést már régóta tervezték Északon. Többfajta politikai felfogás ütközött egymással a rendezés milyenségét eldöntendő. Lincoln a megbékélés szellemében pártjának mérsékeltjei élén elővezette a „rekonstrukciót”. Politikáját a párt keményvonalasai, mint például Thaddeus Stevens képviselő, Charles Sumner szenátor és Benjamin F. Wade szenátor ellenezték. Lincoln nagyvonalú feltételei alapján választások rendezését szorgalmazta annak érdekében, hogy az elidegenedést csökkentse. 1863. december 8-án elfogadott amnesztiarendelete alapján bántatlanságot ígért mindazoknak, akik nem viseltek konföderációs hivatalt, nem bántalmaztak unionista foglyokat, és hajlandóak hűségesküt tenni.
A déli államok új vezetőségének ügye nyitott kérdés maradt. Kísérleti terepként nagy jelentőségre tett szert Tennessee és Arkansas, ahová Lincoln Andrew Johnson és Frederick Steele tábornokokat nevezte ki a katonai kormányzónak. Louisianában Nathaniel P. Banks tábornokot bízta meg egy olyan terv kimunkálásával, mely a szavazók 10%-ának voksával visszaállítaná a tagállamiságot; ezt nevezték később Tíz százalékos tervnek. Rézfejű ellenzéke azzal vádolta Lincolnt, hogy karhatalmi eszközökkel igyekszik kicsikarni a politikai döntéseket, míg a radikális republikánusok túlzott engedékenysége miatt kritizálták és 1864-ben elkészítették saját tervezetüket, a Wade-Davis Billt. A Wade-Davis Bill az Ironclad-eskü letevéséhez kötötte volna a déli államok újrafölvételét, amely kizárta volna az összes vezetőjüket a további politikai szerepvállalásból. 1864. július 2-án a kongresszus megszavazta a törvényt, de Lincoln nem írta alá, mert a terv radikalizmusa nem segítette volna a két országrész újraösszeolvadását és kiszorította volna azokat a mérsékelt déli politikusokat, akikre további mégbékéltetési politikáját alapozni kívánta. A Wade-Davis Bill emiatt soha nem lépett életbe.
A radikálisok tomboltak dühükben, és válaszul ellehetetlenítették Louisiana, Arkansas és Tennessee frissen megválasztott képviselőinek kongresszusi helyfoglalását, perspektivikusan pedig az egész rekonstrukció ellehetetlenítésével fenyegettek. Ugyanazt a vádat fogalmazták meg, mint a Rézfejűek: Lincoln végrehajtói hatalmát arra használja, hogy kliensi függésbe vont elektorokat választasson meg, melyek biztosítani fogják újraválasztását. 1864. augusztus 4-én kibocsátott manifesztumukban vindikálták a kongresszus jogainak csorbítatlanságát és hogy az elnök tartózkodjék a törvényhozói szerepkör gyakorlásától, s korlátozza magát a kongresszus döntéseinek végrehajtására. A heves vitát felidéző követelések élét Sherman szeptemberi és azt követő katonai sikerei tompították le Lincoln javára.
Röviddel halála előtt az elnök szűk körben elárulta, hogy új politikát tervez a déli országrésszel kapcsolatban. A kabinetüléseken való megbeszélésekből kiderül, hogy Lincoln katonai közigazgatás alatt tartotta volna a déli államokat, míg a déli unionistákra, mérsékeltekre támaszkodva újra beiktathatja őket tagállamként.
Nem akarta radikálisan átalakítani a déli államok társadalmi rendszerét sem: azt tervezte, hogy egyelőre csak a műveltebb és a hadseregben harcoló feketék számára biztosít politikai jogokat.[forrás?]

### A merénylet

John Wilkes Booth színész portréja

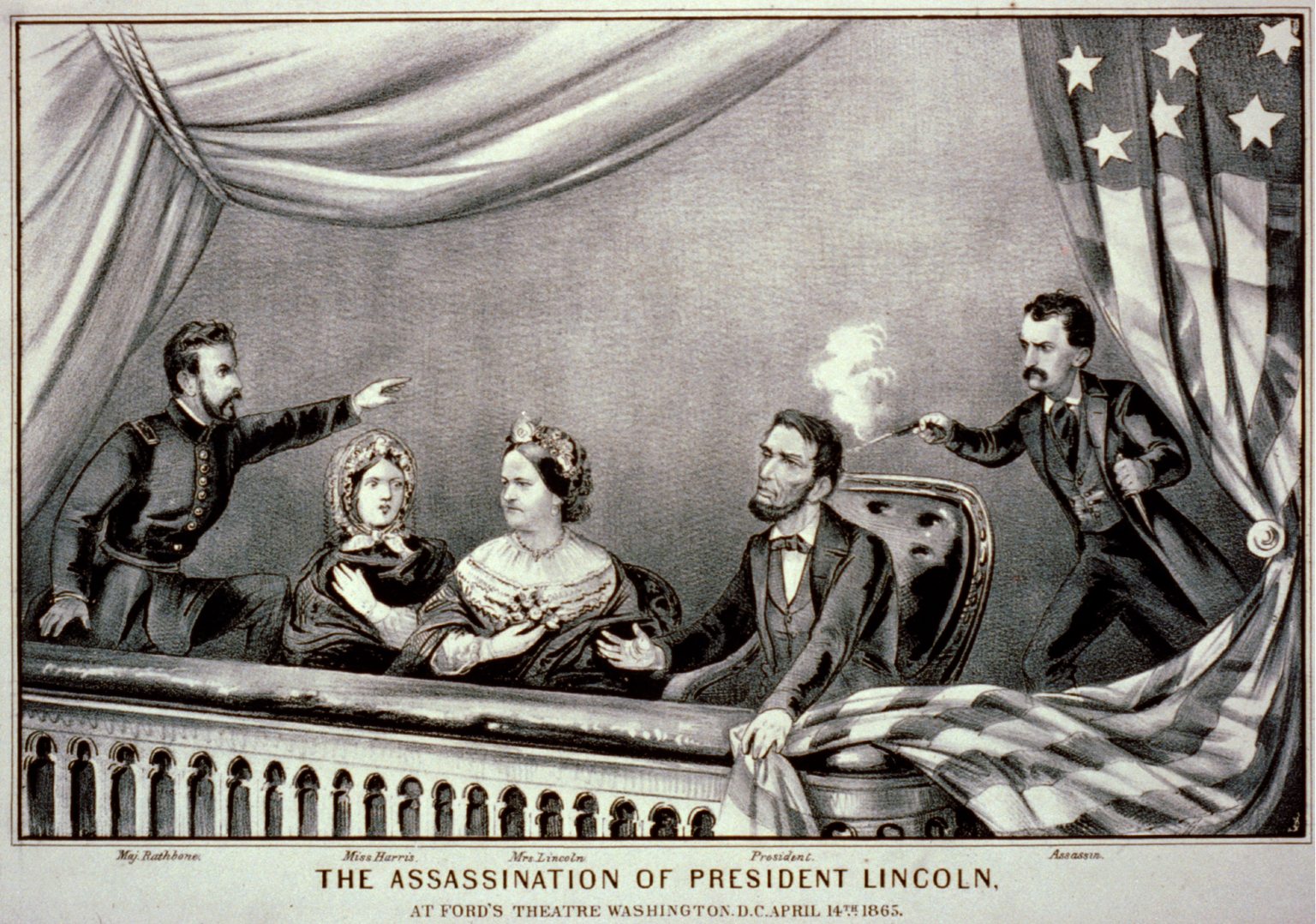
A merénylet: balról jobbra Henry Rathbone, Clara Harris, Mary Todd Lincoln, Abraham Lincoln és John Wilkes Booth

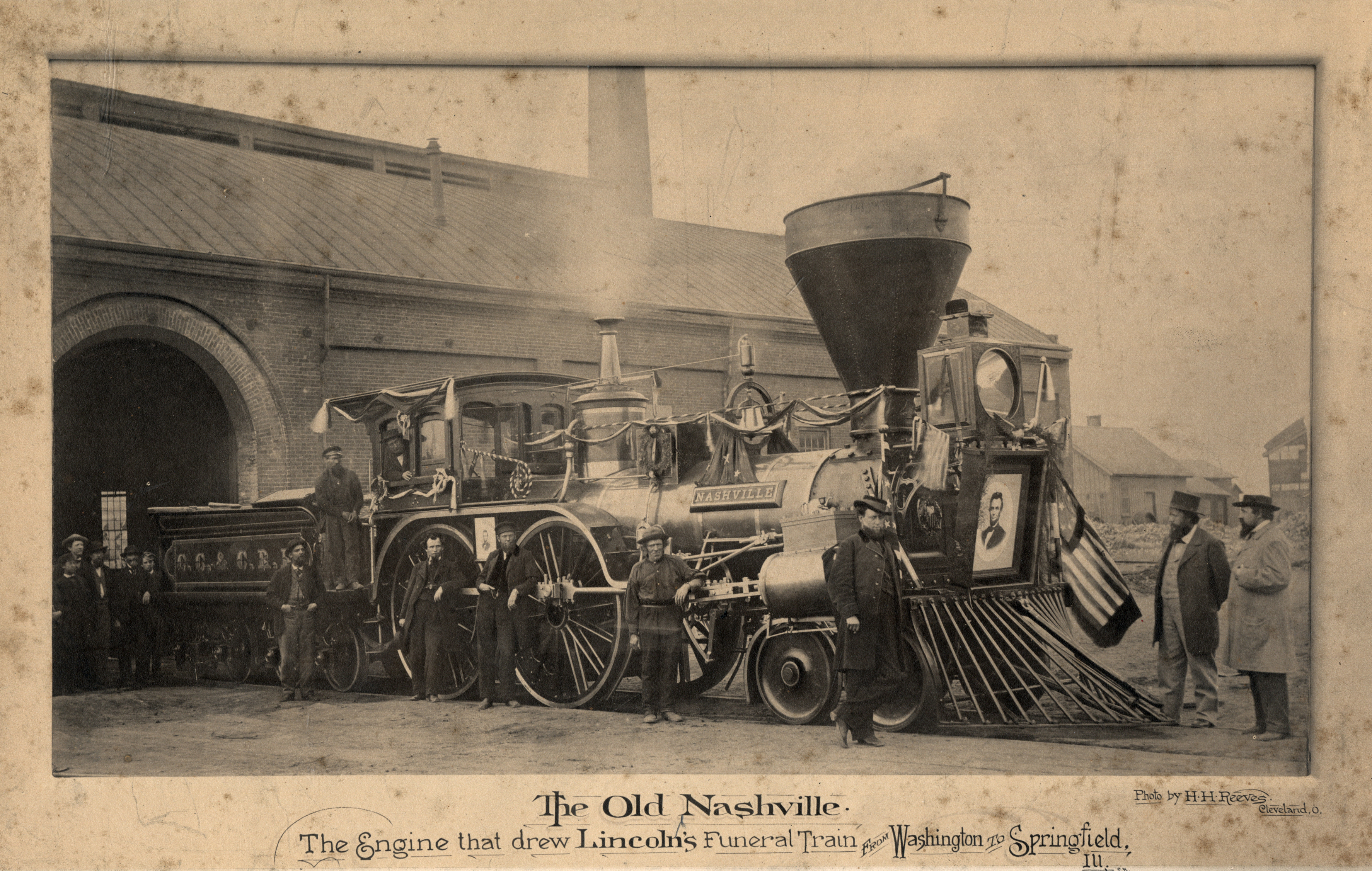
A gyászvonat

John Wilkes Booth gazdag, marylandi születésű ifjú, elismert fővárosi színész volt. Bootht lelkileg romba döntötte a polgárháború, mert szenvedélyesen együttérzett a déliekkel. A háború vége felé, kétségbeesése folyamatos növekedtével kapcsolatba lépett a titkosszolgálatukkal, és kémkedni kezdett számukra. 1865-ben Booth kitervelte Lincoln elrablását, ami nagyban hasonlított Thomas N. Conradnak a Konföderáció által jóváhagyott tervére és Konföderációs foglyok szabadon bocsátását követelte volna cserébe érte. 1865. április 11-én Lincoln beszédében szavazati jogot ígért a feketéknek. A beszéd meghallgatása után a felindult Booth megváltoztatta tervét és eltökélte az elnök meggyilkolását. Megtudván, hogy az elnök, a First Lady és Ulysses S. Grant a Ford Színházba készül menni, Booth társaival tervbe vette Andrew Johnson alelnök, Seward külügyminiszter és Grant megölését. Lincoln állandó testőre, Ward Hill Lamon nélkül érkezett meg a színházba. Grant az utolsó pillanatban inkább Philadelphiába utazott feleségével együtt.
Lincoln testőre, John Parker a szünetben kiment a színházból inni egyet a szomszédos Star Saloon lokálban. Az elnök védelem nélkül maradt az állami páholyban. Booth meglátva a lehetőséget, az elnök mögé lopakodott, és közvetlen közelről fejbe lőtte. Henry Reed Rathbone őrnagy jegyese, Clara Harris és az elnök felesége mellett ült a páholyban. A lövés eldördülése után megragadta Bootht, aki késével felhasította a karját, majd leugrott a színpadra. A merénylő valamit kiáltott, amit utólag a fültanúk fele "Sic Semper Tyrannis"-ként („Mindig így járjanak a zsarnokok”), másik felük pedig és "A Dél megbosszultatott!"-ként értett, majd bokája fölött törött lábával kirohant a színről. A nézők első meglepetésükben azt hitték, hogy mindez az előadás részét képezi. Booth Seward külügyminisztert meggyilkolni megkísérelt merénylőtársával együtt elmenekült Washingtonból. 10 nappal később kb. 50 km-re délre egy virginiai farmon találtak rá, és rövid tűzharcban halálosan megsebesítették. Nyolc összeesküvőtársát elítélték: ötüket felakasztották, hármukat életfogytiglani kényszermunkára ítélték.
Az egész Ford színház felbolydult. A hadsereg fiatal sebésze, Dr. Charles Leale néhány társával együtt azon nyomban megvizsgálta az elnököt. Megállapították, hogy az apró golyó a bal füle és a koponyája között hatolt be az agyába, és Lincoln kómába esett. Négy katona átszállította a haldoklót a színházzal szemben lévő épületbe. Éjjel fél 11-kor megkezdődött a virrasztás felette, és másnap reggel, 1865. április 15-én fél nyolckor az elnök belehalt sebesülésébe. Phineas Densmore Gurley presbiteriánus tisztelendő imát mondott felette, melynek végével Edwin M. Stanton hadügyminiszter azt mondta "Immár a történelem részévé vált".
Lincoln zászlóba burkolt holttestét fedetlen fővel vonuló tisztek kísérték a Fehér Házba az esőben, és a városi templom megkongatta harangjait. Andrew Johnson alelnök reggel 10 órakor felesküdött elnöknek. Lincoln testét 19-én átvitték a Capitoliumba. Temetése előtt három héten át utaztatták vonatán Észak különböző városaiba, ahol százezrek vettek búcsút tőle, máglyákat égettek, zsoltárokat énekeltek.

## Emlékezete és későbbi megítélése

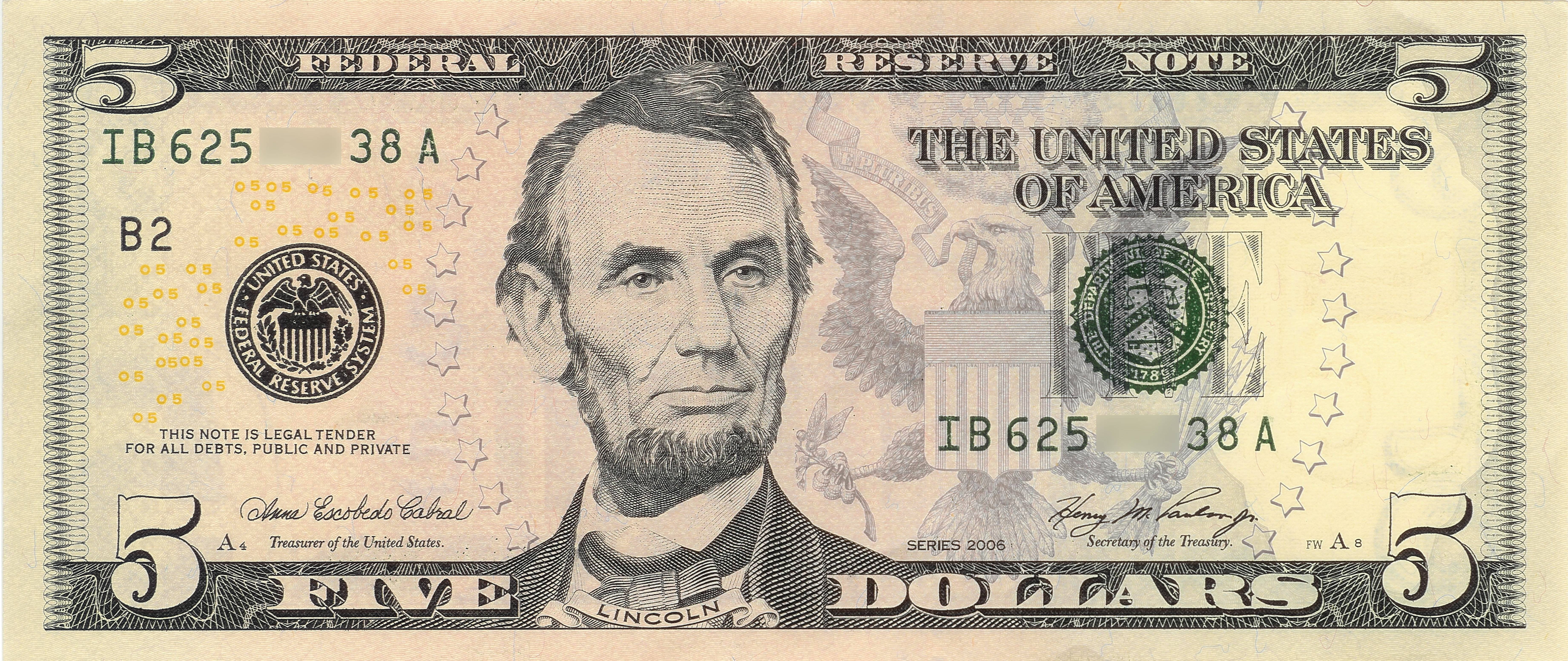
Az ötdolláros bankjegy előlapján

Képmása díszíti az egycentes érme és az ötdolláros bankjegy előoldalát.
Szerénysége, becsületessége, humora, embersége miatt, az Unió megvédelmezése, a rabszolgák felszabadítása, valamint drámai halálára való tekintettel az amerikai politikai kultúra legnagyobb tiszteletének örvend. Életében azonban milliók gyűlölték is: a Dél szülöttei, akik ellen háborút viselt, Észak pacifistái, akik Lysander Spoonerhez hasonlóan ellenezték a háborút, az alkotmányosság jeffersoni hagyományaiban hívők, akik nem tudták megbocsátani a tagállamok szuverenitásának megerőszakolását. Az ellene elkövetett merénylet sokkolta az országot. Lelövése éjszakáján pánik uralkodott el egész Washingtonban. Halála után legendás személyiséggé vált.

## Magánélete

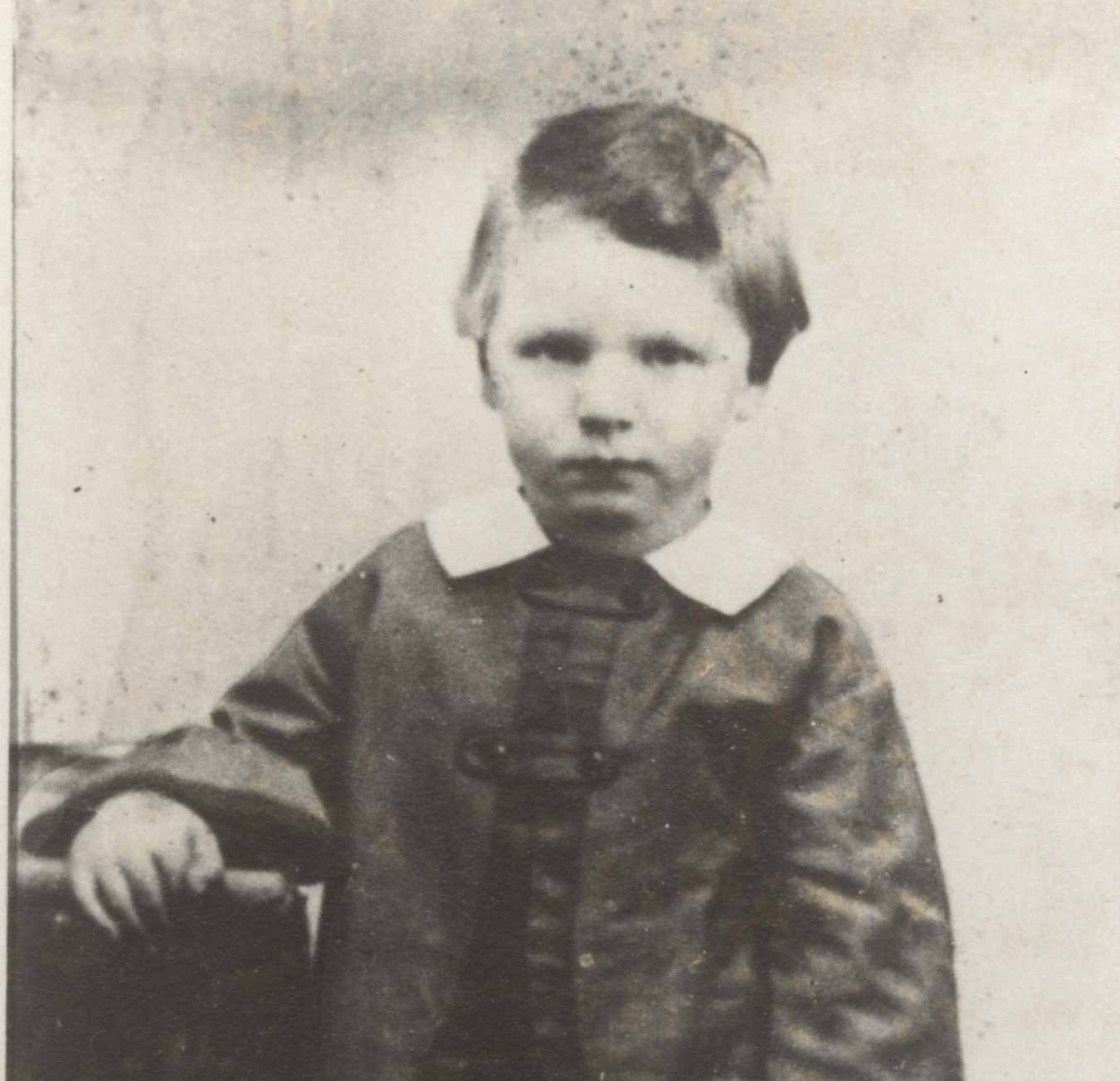
Willie Lincoln 1855 körül

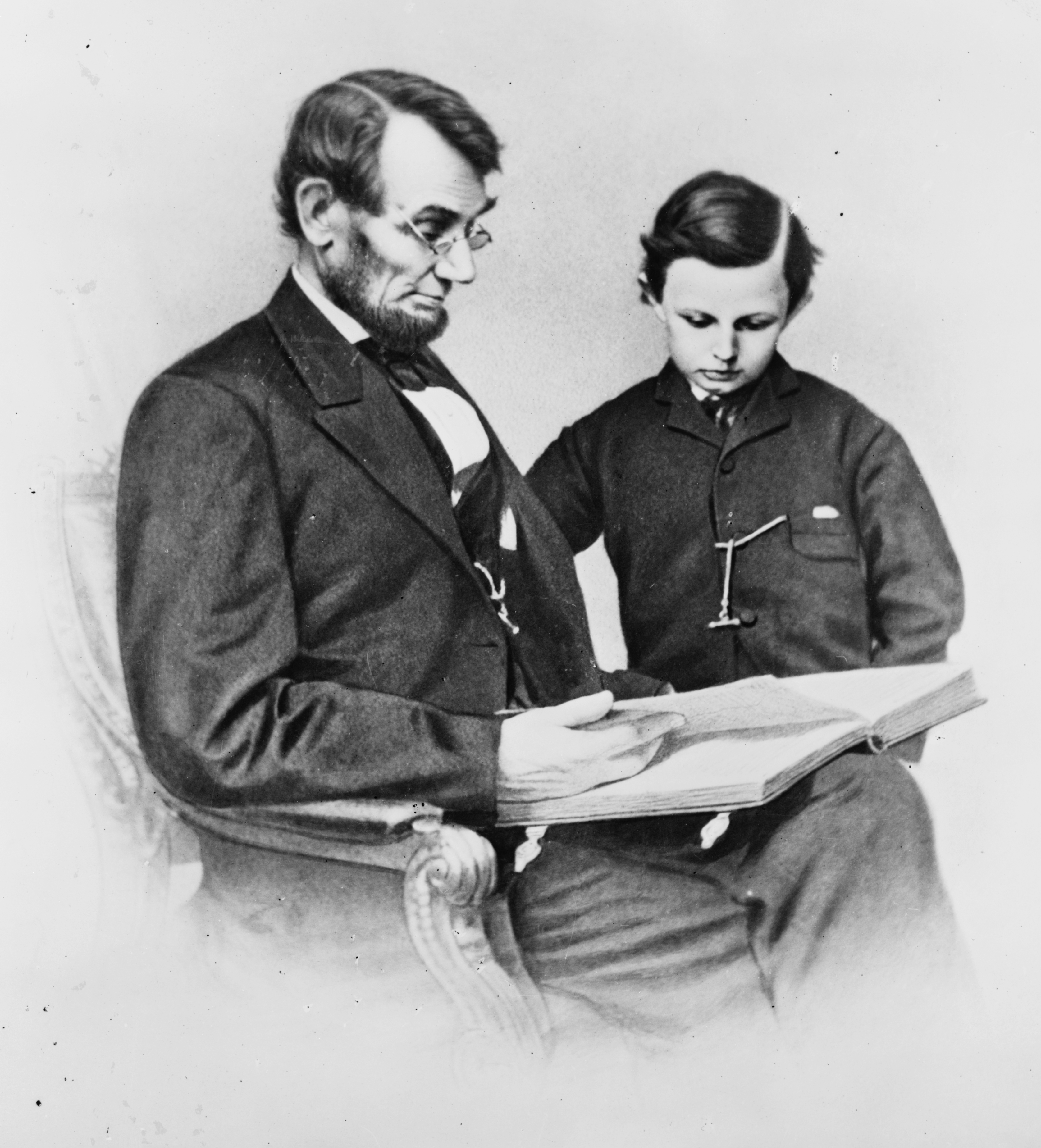
Egy 1864-es Matthew Brady-fotó, amin Lincoln elnök könyvet olvas legkisebb fiával, Taddel

Abraham rajongott gyermekeiért, és nem kezelte őket szigorúan. Elsőszülött gyermeke, Robert a Phillips Exeter Akadémián és a Harvard Law Schoolban tanult. Felnőttként jóvágású, bajuszos fiatalemberré vált, de ő volt az egyetlen a Lincoln gyerekek közül, aki megérte a felnőttkort. Második fiuk, Edward Baker Lincoln 1846. március 10-én született, de még négyéves kora betöltése előtt 1850. február 1-jén meghalt gümőkórban.
A család gyászát valamennyire enyhítette William "Willie" Wallace Lincoln érkezése 1850. december 21-én. Willie azonban valószínűleg a Fehér Házban fertőzött vizet ihatott, s emiatt 11 éves korában, 1862. február 20-án tífuszban meghalt. Halála igen mély gyászt okozott a Lincoln családban. Abraham depresszióra hajló lelki alkatát külön megterhelte, hogy Willie halálában a Gondviselés kezét vélte felfedezni, amiért annyi egészséges fiatalember esett el az általa felidézett háborúban. Kétségbeesésében Jób könyvét olvasgatta a Bibliában, hogy szenvedéseinek értelmét megtalálja. Lincoln gyakran mondogatta, hogy életerejét kiszívja a háború, s hogy azt hiszi, nem éri meg a végét. Miután Lincoln merénylet áldozata lett, Willie kis koporsója az apjáé mellett utazott az elnöki vonaton, hogy együtt helyezzék őket örök nyugalomra az illinois-i Springfieldben, az Oak Ridge temetőben.
A Lincoln-család negyedik gyermeke, Thomas "Tad" Lincoln 1853. április 4-én farkastorokkal született, emiatt beszédhibás volt. Abraham négy gyermeke közül őt dédelgette a legtöbbet, s Taden kívül senki – legyen az akár magas, akár alacsony beosztású személy – nem engedhette meg magának, hogy bocsánatkérés nélkül rontson be hivatalos ülésekre. Tad túlélte apját, de tizennyolc évesen 1871. július 16-án Chicagóban szívelégtelenség következtében elhunyt.
Fiaik halála Maryt és Abrahamet egyaránt mélyen megrázta. Willie halála után Mary a Fehér Házban hallható kopogásokat Willie kísértetének tulajdonította; Lincoln azt mondta róla, hogy félőrült állapotban van. Mary nem tudta elviselni a férje és fiai elvesztését, ami bipoláris zavarokat okozott nála. 1875-ben Robert fia egészségügyi szanatóriumba helyeztette. Abraham maga melankóliában szenvedett egész életében; ezt ma klinikai depressziónak hívnák.
Lincoln felesége, Mary Todd Lincoln nehezen kezelhető asszony volt. Igen erős hajlamot mutatott a pénzszórásra, Catherine Clinton Mrs. Lincoln c. életrajzában vásárlási mániáról ír. Imelda Marcos cipőmániáját idéző módon vonzódott a kesztyűkhöz, egyszer négy hónap alatt 300 pár kesztyűt vásárolt. Jószívűsége abban mutatkozott meg, hogy ha étel-, vagy italajándék érkezett a Fehér Házba, fölpakoltatta és kocsival átszállíttatta a katonai kórházba, ahol saját kezűleg szétosztotta azt a sebesültek között. Túlzásba esvén ilyenkor úgy kellett később erővel elvonszolni a betegek ágya mellől.
Lincolnék utolsó egyenes ági leszármazottja (első fiuk, Robert unokája, Lincoln dédunokája), Robert Todd Lincoln Beckwith volt, aki 1985. december 24-én hunyt el.

## Elődök és utódok
| Elődje: James Buchanan | Az Amerikai Egyesült Államok elnöke 1861. március 4. – 1865. április 15. | Utódja: Andrew Johnson |